# Saison 10 de Top Chef
La dixième saison de Top Chef, est une émission de télévision franco-belge de téléréalité culinaire, diffusée sur M6 du 6 février 2019 au 8 mai 2019 et sur RTL-TVI du 11 février 2019 au 13 mai 2019. Elle est animée par Stéphane Rotenberg.
Cette édition est remportée par Samuel Albert qui empoche 53 080 €, proportionnellement au pourcentage des points obtenus pour son menu lors de la finale (53,08 %). Il l'emporte au terme de 10 h de cuisine face à Guillaume Pape qui a lui obtenu 46,92 % des points.

## Production et organisation
L'émission est présentée par Stéphane Rotenberg.
Elle est réalisée par Sébastien Zibi et produite par la société de production Studio 89 Productions.
Ce dispositif est quasiment inchangé depuis la saison 1 de Top Chef.

## Principe
Après un casting réalisé en France et en Belgique, quinze espoirs de la cuisine s'affrontent dans différentes épreuves jugées par des jurys composés de chefs renommés ou de personnalités diverses, pour tenter de devenir le « Top Chef » de l'année et remporter jusqu'à 100 000 €.
Chaque semaine, un candidat est éliminé par le jury en fin d'émission, l'effectif des candidats se réduisant jusqu'à la finale qui voit s'affronter les deux derniers d'entre eux. La première émission fait exception avec trois candidats éliminés, les douze autres candidats étant répartis dans quatre brigades, chacune coachée par un des jurés. Ce principe de brigade, déjà présent lors des saisons précédentes, est modifié lors de la saison 10 avec l'ajout d'une quatrième brigade.

## Participants

### Jury
Le jury de la saison 10 se compose des chefs Philippe Etchebest, Michel Sarran, Hélène Darroze et Jean-François Piège. Ce jury reste inchangé depuis la saison 6.
Le jury des quatre chefs sélectionne les candidats qui intègrent les brigades lors de la première émission et désigne lors de l'épreuve de Dernière chance, chaque semaine en fin d'émission, le plat le moins convaincant qui entraîne l'élimination d'un candidat. Ces chefs coachent également les candidats, et plus particulièrement ceux de leur propre brigade. Ce rôle de coaching, assuré uniquement par Etchebest, Sarran et Darroze lors des saisons précédentes, est également assuré lors de la saison 10 par Jean-François Piège, qui prend la tête de la quatrième brigade de candidats.
Sur les autres épreuves, le jury comprend également des personnalités invitées et des chefs renommés avec notamment, dans la saison 10, les chefs trois étoiles Frédéric Anton, Arnaud Donckele, Emmanuel Renaut, Pierre Gagnaire, Annie Féolde, Paul Pairet, Régis Marcon, Yannick Alléno, Arnaud Lallement, Romain Meder, Alain Ducasse, Anne-Sophie Pic et Mauro Colagreco. Avec 22 chefs étoilés et près de 100 étoiles Michelin cumulées, la saison 10 est celle qui cumule le plus d'étoiles depuis le début du concours,.

### Candidats
Pour cette saison, quinze candidats s'affrontent : quatorze professionnels ainsi qu'une jeune apprentie issue du concours Objectif Top Chef,, :

En dehors des trois candidats éliminés lors de la première émission, les candidats sont tous intégrés à une des quatre brigades dirigée par un des chefs, des candidats pouvant être amenés à changer de brigade au cours du concours. Camille Maury, la gagnante d'Objectif Top Chef, est intégrée d'office à la brigade de Philippe Etchebest.
| Candidat | Candidat              | Âge    | Localisation                          | Profession                                                             | Brigade                                                                               | Statut                     |
| -------- | --------------------- | ------ | ------------------------------------- | ---------------------------------------------------------------------- | ------------------------------------------------------------------------------------- | -------------------------- |
| ♂        | Samuel Albert         | 30 ans | Tokyo (Japon)                         | Chef à l'ambassade de Belgique à Tokyo                                 | Sarran (émission 1 – 7) Éliminé Sarran (émission 8 – 10) Etchebest (émission 10 – 14) | Vainqueur le 8 mai 2019,   |
| ♂        | Guillaume Pape        | 26 ans | Rennes (Ille-et-Vilaine)              | Chef                                                                   | Sarran (émission 1 – 14)                                                              | Finaliste le 8 mai,        |
| ♀        | Alexia Duchêne        | 23 ans | Paris                                 | Second de cuisine chez Passerini                                       | Darroze (émission 1 – 10) Piège (émission 10 – 13)                                    | Demi-finaliste le 1er mai, |
| ♂        | Florian Barbarot      | 27 ans | Les Damps (Eure)                      | Chef adjoint à l'Auberge de la Pomme (1 étoile)                        | Darroze (émission 1 – 12)                                                             | Éliminé le 24 avril,       |
| ♂        | Damien Laforce        | 23 ans | Lille (Nord)                          | Chef                                                                   | Etchebest (émission 1 – 10)                                                           | Éliminé le 10 avril        |
| ♂        | Merouan Bounekraf     | 29 ans | Asnières-sur-Seine (Hauts-de-Seine)   | Chef - Hôtel Le Métropolitan (4 étoiles)                               | Piège (émission 1 – 9)                                                                | Éliminé le 3 avril         |
| ♀        | Camille Maury         | 20 ans | Saint-Valery-en-Caux (Seine-Maritime) | La gagnante d'Objectif Top Chef                                        | Etchebest (émission 1 – 8)                                                            | Éliminée le 27 mars        |
| ♂        | Baptiste Renouard     | 27 ans | Chatou (Yvelines)                     | Chef de son restaurant Ochre (Rueil-Malmaison)                         | Piège (émission 1 – 6)                                                                | Éliminé le 13 mars         |
| ♂        | Maël Duval            | 20 ans | Guer (Morbihan)                       | Second - L'Auberge Tiezegh (1 étoile)                                  | Etchebest (émission 1 – 5)                                                            | Éliminé le 6 mars          |
| ♀        | Anissa Boulesteix     | 26 ans | Nantes (Loire-Atlantique)             | Sous-chef de palace 5 étoiles                                          | Piège (émission 1 – 4)                                                                | Éliminée le 27 février     |
| ♂        | Ibrahim Kharbach      | 33 ans | Bruxelles (Belgique)                  | Chef rôtisseur - Le Bozar (1 étoile)                                   | Darroze (émission 1 – 3)                                                              | Éliminé le 20 février      |
| ♀        | Marie-Victorine Manoa | 27 ans | Tassin-la-Demi-Lune (Rhône)           | Chef de son restaurant - Le Mercière (Lyon)                            | Sarran (émission 1 – 2)                                                               | Éliminée le 13 février     |
| ♀        | Fanny Aimerito        | 26 ans | Marseille (Bouches-du-Rhône)          | Second de cuisine                                                      | Aucune (émission 1)                                                                   | Éliminée le 6 février      |
| ♂        | Paul Delrez           | 28 ans | Forest (Belgique)                     | Chef de ses deux restaurants La Guinguette en Ville, La Maison Blanche | Aucune (émission 1)                                                                   | Éliminé le 6 février       |
| ♂        | Sébastien Oger        | 30 ans | Namur (Belgique)                      | Chef privé Home Cooking Experience O'2 Sens (Belgique)                 | Aucune (émission 1)                                                                   | Éliminé le 6 février       |

Légende :
- Darroze, signifie que le candidat a intégré la brigade d'Hélène Darroze.
- Etchebest, signifie que le candidat a intégré la brigade de Philippe Etchebest.
- Piège, signifie que le candidat a intégré la brigade de Jean-François Piège.
- Sarran, signifie que le candidat a intégré la brigade de Michel Sarran.
- Aucune, signifie que le candidat n'a pas intégré de brigade[n° 2].
- (émission 1 – ...), indique pendant combien d'émission(s) le candidat est resté en compétition.

Notes :
1. ↑  Le candidat est éliminé à l'issue de la septième émission, mais il réintègre le concours lors de la première épreuve de l'émission suivante.
2. ↑  Ces trois candidats n'apparaissent plus dans le générique à partir du deuxième épisode.

## Bilan par épisode
| Candidat        | Ép. 1    | Ép. 2                | Ép. 3                | Ép. 4                | Ép. 5                | Ép. 6                | Ép. 7                | Ép. 8                | Ép. 9                | Ép. 10               | Ép. 11 et 12         | Ép. 13               | Épisode 14 (finale)   |
| --------------- | -------- | -------------------- | -------------------- | -------------------- | -------------------- | -------------------- | -------------------- | -------------------- | -------------------- | -------------------- | -------------------- | -------------------- | --------------------- |
| Samuel          | Q        | Q                    | Q                    | Q                    | Q                    | Q                    | D                    | Q                    | DC                   | DC                   | Q                    | Q                    | Vainqueur             |
| Guillaume       | DC       | Q                    | Q                    | DC                   | Q                    | Q                    | Q                    | Q                    | Q                    | Q                    | Q                    | Q                    | Défaite               |
| Alexia          | Q        | DC                   | Q                    | Q                    | Q                    | DC                   | Q                    | Q                    | Q                    | DC                   | Q                    | D                    | Éliminée (Semaine 13) |
| Florian         | Q        | Q                    | Q                    | Q                    | Q                    | Q                    | Q                    | DC                   | DC                   | Q                    | D                    | Éliminé (Semaine 12) | Éliminé (Semaine 12)  |
| Damien          | Q        | Q                    | Q                    | DC                   | Q                    | Q                    | Q                    | Q                    | DC                   | D                    | Éliminé (Semaine 10) | Éliminé (Semaine 10) | Éliminé (Semaine 10)  |
| Merouan         | Q        | Q                    | Q                    | Q                    | DC                   | Q                    | Q                    | Q                    | D                    | Éliminé (Semaine 9)  | Éliminé (Semaine 9)  | Éliminé (Semaine 9)  | Éliminé (Semaine 9)   |
| Camille         | [ n° 7 ] | Q                    | Q                    | Q                    | Q                    | Q                    | DC                   | D                    | Éliminée (Semaine 8) | Éliminée (Semaine 8) | Éliminée (Semaine 8) | Éliminée (Semaine 8) | Éliminée (Semaine 8)  |
| Baptiste        | Q        | Q                    | Q                    | Q                    | Q                    | D                    | Éliminé (Semaine 6)  | Éliminé (Semaine 6)  | Éliminé (Semaine 6)  | Éliminé (Semaine 6)  | Éliminé (Semaine 6)  | Éliminé (Semaine 6)  | Éliminé (Semaine 6)   |
| Maël            | Q        | DC                   | DC                   | Q                    | D                    | Éliminé (Semaine 5)  | Éliminé (Semaine 5)  | Éliminé (Semaine 5)  | Éliminé (Semaine 5)  | Éliminé (Semaine 5)  | Éliminé (Semaine 5)  | Éliminé (Semaine 5)  | Éliminé (Semaine 5)   |
| Anissa          | DC       | Q                    | Q                    | D                    | Éliminée (Semaine 4) | Éliminée (Semaine 4) | Éliminée (Semaine 4) | Éliminée (Semaine 4) | Éliminée (Semaine 4) | Éliminée (Semaine 4) | Éliminée (Semaine 4) | Éliminée (Semaine 4) | Éliminée (Semaine 4)  |
| Ibrahim         | DC       | Q                    | D                    | Éliminé (Semaine 3)  | Éliminé (Semaine 3)  | Éliminé (Semaine 3)  | Éliminé (Semaine 3)  | Éliminé (Semaine 3)  | Éliminé (Semaine 3)  | Éliminé (Semaine 3)  | Éliminé (Semaine 3)  | Éliminé (Semaine 3)  | Éliminé (Semaine 3)   |
| Marie-Victorine | Q        | D                    | Éliminée (Semaine 2) | Éliminée (Semaine 2) | Éliminée (Semaine 2) | Éliminée (Semaine 2) | Éliminée (Semaine 2) | Éliminée (Semaine 2) | Éliminée (Semaine 2) | Éliminée (Semaine 2) | Éliminée (Semaine 2) | Éliminée (Semaine 2) | Éliminée (Semaine 2)  |
| Fanny           | D        | Éliminée (Semaine 1) | Éliminée (Semaine 1) | Éliminée (Semaine 1) | Éliminée (Semaine 1) | Éliminée (Semaine 1) | Éliminée (Semaine 1) | Éliminée (Semaine 1) | Éliminée (Semaine 1) | Éliminée (Semaine 1) | Éliminée (Semaine 1) | Éliminée (Semaine 1) | Éliminée (Semaine 1)  |
| Paul            | D        | Éliminé (Semaine 1)  | Éliminé (Semaine 1)  | Éliminé (Semaine 1)  | Éliminé (Semaine 1)  | Éliminé (Semaine 1)  | Éliminé (Semaine 1)  | Éliminé (Semaine 1)  | Éliminé (Semaine 1)  | Éliminé (Semaine 1)  | Éliminé (Semaine 1)  | Éliminé (Semaine 1)  | Éliminé (Semaine 1)   |
| Sébastien       | D        | Éliminé (Semaine 1)  | Éliminé (Semaine 1)  | Éliminé (Semaine 1)  | Éliminé (Semaine 1)  | Éliminé (Semaine 1)  | Éliminé (Semaine 1)  | Éliminé (Semaine 1)  | Éliminé (Semaine 1)  | Éliminé (Semaine 1)  | Éliminé (Semaine 1)  | Éliminé (Semaine 1)  | Éliminé (Semaine 1)   |

Légende :
- Vainqueur signifie que le candidat remporte la finale, donc la dixième saison de Top Chef.
- Q« Q » (pour Qualifié) signifie que le candidat s'est qualifié pour la semaine suivante avant l'épreuve de la Dernière chance (ou à n'importe quel moment de l'épisode si celui-ci ne contient pas d'épreuve de la Dernière chance).
- DC« DC » (pour Dernière chance) signifie que le candidat a participé à l'épreuve de la Dernière chance, mais a été sauvé.
- D« D » (pour Défaite) signifie que le candidat est éliminé à l'issue de l'épisode.

Notes :
1. ↑  Le premier épisode ayant pour vocation la composition des brigades, les candidats désignés comme vainqueur de l'épreuve sont en fait ceux qui ont intégré une brigade.
2. ↑  Étant donné que la traditionnelle « guerre des restos » est organisée cette semaine, il n'y a pas les deux épreuves habituelles, mais seule cette épreuve a lieu.
3. ↑  Cette année, les quarts de finale de Top Chef sont transformés en un marathon culinaire diffusé sur deux semaines. Les candidats participent à plusieurs épreuves, chacune de ces épreuves permettant de décrocher un pass. Dès qu'un candidat emporte deux pass, il se qualifie pour la demi-finale et arrête de participer aux épreuves. Les épreuves se poursuivent jusqu'à ce qu'il ne reste plus qu'un seul candidat, qui est alors éliminé.
4. ↑  Samuel se trouvait dans la brigade jaune jusqu'à la dixième semaine du concours.
5. ↑  Samuel est éliminé à l'issue du septième épisode. Cependant, la première épreuve du huitième épisode est celle du « retour des éliminés ». Comme sa brigade remporte l'épreuve, il réintègre le concours, et se qualifie, avec Guillaume, pour la semaine suivante.
6. ↑  Alexia se trouvait dans la brigade rouge jusqu'à la dixième semaine du concours.
7. ↑  Camille ayant gagné Objectif Top Chef, elle intègre directement la brigade de Philippe Etchebest, sans passer par la phase de "sélections" du premier épisode. Elle rejoint donc sa brigade dès le deuxième épisode.

## Résumés détaillés
Toutes les recettes détaillées réalisées par les candidats, avec leurs intitulés exacts sont à retrouver sur le site cuisineaz.com (filiale du groupe M6), en suivant ce lien.

### 1erépisode: composition des brigades, trois candidats éliminés
Cet épisode est diffusé pour la première fois le mercredi 6 février 2019.
Quatorze nouveaux candidats s'y affrontent pour tenter d'intégrer les onze places restantes dans les quatre brigades de trois candidats, la gagnante d'Objectif Top Chef, Camille Maury, étant déjà intégrée dans la brigade bleue de Philippe Etchebest. Les trois candidats non retenus seront directement éliminés à l'issue de l'épreuve de la dernière chance.
Les candidats sont répartis en deux groupes qui disputent chacun une épreuve différente. Pendant les préparations, les chefs visitent les postes pour rencontrer les candidats. Après chaque rencontre, les chefs votent sur une tablette pour exprimer leurs premières impressions sur les recettes et les façons de travailler. Les votes prennent la forme de points de couleur donnés anonymement par chaque chef. Un point vert () signifient qu'ils sont intéressés par ce que fait le candidat ; un point orange () s'ils demandent à voir pour être convaincus ; un point rouge () s'ils ne sont pas intéressés. Les candidats découvrent ensuite ce vote pendant qu'ils travaillent, afin de savoir s'ils sont encouragés ou s'ils doivent inverser la tendance. Ce vote est une nouveauté de la saison 10.
Dans le premier groupe, les sept candidats qui s'affrontent sont Alexia Duchêne, Damien Laforce, Samuel Albert, Fanny Aimerito, Baptiste Renouard, Sébastien Oger et Ibrahim Kharbach. Ils ont 2 h pour réinventer une entrée de bistro rustique. À l'issue de l’épreuve, quatre candidats seront sélectionnés dans les brigades, les trois autres candidats étant envoyés en dernière chance.
À l'issue de la dégustation, les chefs sélectionnent, simultanément et sans concertation, un candidat pour leur brigade. Hélène Darroze est la seule à choisir Alexia, qui intègre sa brigade rouge. Michel Sarran est lui aussi seul à choisir Samuel qui va dans la brigade jaune. Jean-François Piège et Philippe Etchebest choisissent quant à eux le même candidat : Baptiste, qui choisit d'intégrer la brigade verte de Jean-François Piège. Philippe Etchebest effectue donc un nouveau choix et retient Damien qui rejoint donc Camille Maury dans la brigade bleue. Les trois candidats restants, Ibrahim, Fanny et Sébastien, sont envoyés en Dernière chance.
| Candidat          | Recette annoncée par le candidat | Vote                                              | Intitulé du plat                                                | Sélections des chefs                                          | Conclusion                                         |
| ----------------- | --- | ------------------------------------------------- | --------------------------------------------------------------- | ------------------------------------------------------------- | -------------------------------------------------- |
| Alexia Duchêne    | Réinterprétation du poireau-vinaigrette : cannelloni de poireaux farcis à l'huître, vinaigrette au lait ribot, chips de pain, ciboulette cerfeuil                                  | sans cadre · sans cadre · sans cadre · sans cadre | Shot eau de poireaux, cannelloni poireaux iodés                 | Premier choix d'Hélène Darroze                                | Alexia rejoint la brigade d'Hélène Darroze         |
| Damien Laforce    | Réinterprétation de la terrine de campagne : mousse de foie de porc, œuf mariné au thym et au vinaigre, pickles d'oignon à la bière brune, crumble de pain brûlé                   | sans cadre · sans cadre · sans cadre · sans cadre | Pâté de campagne et herbes sauvages                             | Second choix de Philippe Etchebest                            | Damien rejoint la brigade de Philippe Etchebest    |
| Samuel Albert     | Réinterprétation de l’œuf mimosa : jaune d'œuf dur, mayo wasabi, œuf façon Ajitsuke Tamago, croustillant de feuille de brick en julienne                                           | sans cadre · sans cadre · sans cadre · sans cadre | Œuf mimosa d'inspiration japonaise                              | Premier choix de Michel Sarran                                | Samuel rejoint la brigade de Michel Sarran         |
| Fanny Aimerito    | Réinterprétation du poireau-vinaigrette : tartelette, compotée de poireau, poireau vapeur, chips de poireau                                                                        | sans cadre · sans cadre · sans cadre · sans cadre | Poireau-vinaigrette parfumé à l'anchois                         | -                                                             | Fanny part en Dernière chance                      |
| Baptiste Renouard | Réinterprétation du maquereau au vin blanc : maquereau cuit dans une nage de vin blanc, caviar d'aubergine, pickles d'oignons rouges et de carottes, gelée miel vin blanc cerfeuil | sans cadre · sans cadre · sans cadre · sans cadre | Le Maquereau au Vin Blanc                                       | Premier choix de Jean-François Piège et de Philippe Etchebest | Baptiste choisit la brigade de Jean-François Piège |
| Sébastien Oger    | Réinterprétation de l'avocat crevettes : guacamole au piment, makis de langoustine et huître, rouleaux de concombre et radis marinés au gingembre                                  | sans cadre · sans cadre · sans cadre · sans cadre | Makis de langoustines et huître, concombre, coriandre et avocat | -                                                             | Sébastien part en Dernière chance                  |
| Ibrahim Kharbach  | Réinterprétation de la tomates mozzarella : gelée de mozza à l'aneth, tomates marinées, feuilles de piquillos, crémeux de scamorza, crumble d’olives noires                        | sans cadre · sans cadre · sans cadre · sans cadre | La Tomate-Mozza                                                 | -                                                             | Ibrahim part en Dernière chance                    |

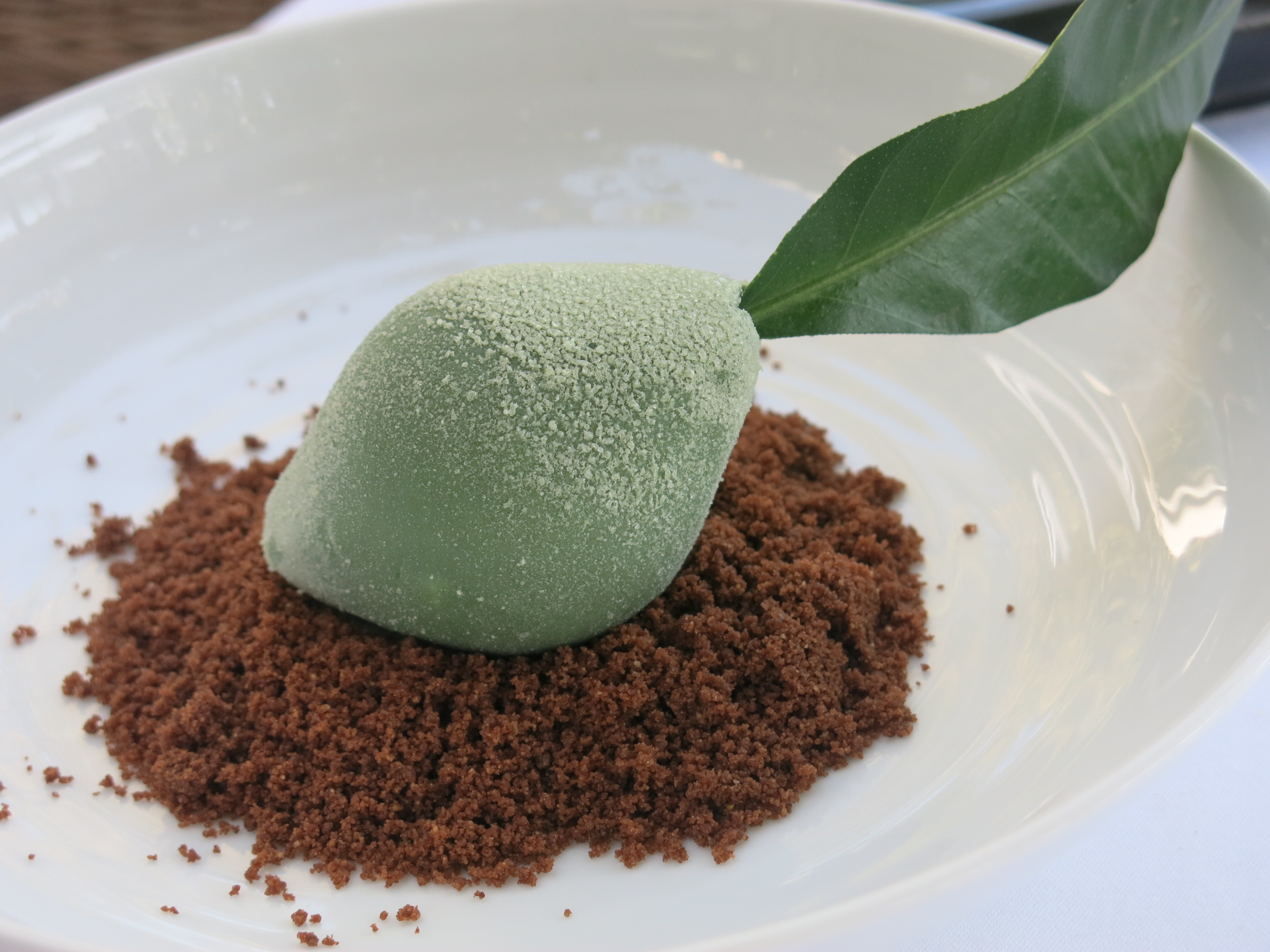
Un trompe-l'œil de citron vert.

Dans le second groupe, les sept candidats qui s'affrontent sont Florian Barbarot, Anissa Boulesteix, Merouan Bounekraf, Guillaume Pape, Paul Delrez, Maël Duval et Marie-Victorine Manoa. Ils ont 2 h pour réaliser un trompe-l’œil, c'est-à-dire un plat salé ayant l’apparence d'un dessert, ou inversement.
Les préparations se déroulent, comme pour la première épreuve, avec un vote d'encouragement des chefs. Lors de la dégustation, Marie-Victorine, décide d'aller voir les chefs, pour leur annoncer qu'elle ne veut pas leur présenter son plat, n'étant pas fière son travail, et pour demander à aller se rattraper en Dernière chance. C'est la première fois en dix ans de Top Chef qu'un candidat refuse de présenter son plat. Après discussions, les chefs arrivent cependant à convaincre la candidate de servir son plat, qui est dégusté au même titre que celui des autres candidats. A l'issue des dégustations, Jean-François Piège est le seul à retenir Merouan, qui intègre donc sa brigade. Florian est sélectionné par les trois autres chefs et décide d'intégrer la brigade rouge d'Hélène Darroze. Michel Sarran et Philippe Etchebest effectuent un nouveau choix et s'arrêtent une nouvelle fois sur un même candidat, cette fois-ci Maël, qui décide de compléter la brigade de Philippe Etchebest. Enfin, Michel Sarran décide d'intégrer Marie-Victorine dans sa brigade aux manches jaune. La brigade de Philippe Etchebest est maintenant complète, avec trois candidats. Anissa, Guillaume et Paul sont envoyés en Dernière chance.
| Candidat              | Recette annoncée par le candidat | Vote                                              | Intitulé du plat                              | Sélections des chefs                                                      | Conclusion                                          |
| --------------------- | --- | ------------------------------------------------- | --------------------------------------------- | ------------------------------------------------------------------------- | --------------------------------------------------- |
| Florian Barbarot      | Dessert qui cache un plat salé : brandade de cabillaud à la courgette, brandade de cabillaud au chorizo, coulis de piquillos, sablé au parmesan et au charbon naturel | sans cadre · sans cadre · sans cadre · sans cadre | Cueillette Fraise et cerises                  | Premier choix d'Hélène Darroze, de Philippe Etchebest et de Michel Sarran | Florian choisit la brigade d'Hélène Darroze         |
| Anissa Boulesteix     | Plat salé qui cache un dessert : mousse à la noix de coco, gelée de framboise au lait de coco, crème pâtissière à la mangue, crumble coco et frites d'ananas          | sans cadre · sans cadre · sans cadre · sans cadre | Cordon-bleu, frites, mayo                     | -                                                                         | Anissa part en Dernière chance                      |
| Merouan Bounekraf     | Fromage qui cache un dessert : fausse bûche cendrée en cheesecake citron vanille, meringue, cantuccini chocolat-amande                                                | sans cadre · sans cadre · sans cadre · sans cadre | Plateau de Fromage                            | Premier choix de Jean-François Piège                                      | Merouan rejoint la brigade de Jean-François Piège   |
| Guillaume Pape        | Plat salé qui cache un dessert : dacquoise noisette, crème citron, bavarois à la framboise, blanc-manger, framboise et meringue                                       | sans cadre · sans cadre · sans cadre · sans cadre | Club Sandwich                                 | -                                                                         | Guillaume part en Dernière chance                   |
| Paul Delrez           | Plat salé qui cache un dessert : crêpes farcies au tapioca, betteraves confites, butternut ganache chocolat blanc et pistache, réduction de miel et de vinaigre       | sans cadre · sans cadre · sans cadre · sans cadre | Sushis sucrés                                 | -                                                                         | Paul part en Dernière chance                        |
| Maël Duval            | Dessert qui cache un plat salé : pommes dauphine, mousse de boudin et confit de pomme                                                                                 | sans cadre · sans cadre · sans cadre · sans cadre | Petit dej' express, churros et chocolat chaud | Second choix de Philippe Etchebest et de Michel Sarran                    | Maël choisit la brigade de Philippe Etchebest       |
| Marie-Victorine Manoa | Dessert qui cache un plat salé : savarin croquant farci d'une brunoise de légumes, mousse aux cèpes, bouillon de volaille, foie gras et jus de griotte                | sans cadre · sans cadre · sans cadre · sans cadre | Le Baba au Rhum salé                          | Troisième choix de Michel Sarran                                          | Marie-Victorine rejoint la brigade de Michel Sarran |

Dans l'épreuve de Dernière chance, les six candidats qui n'ont pas intégré de brigade ont 1 h pour sublimer la pomme de terre. Le thème de l'épreuve rend hommage à Joël Robuchon, décédé en 2018 et dont la recette de purée de pomme de terre est célèbre. Les dégustations sont faites à l'aveugle par les trois chefs qui n"ont pas leur brigade au complet : Michel Sarran, Hélène Darroze et Jean-François Piège. Les trois chefs choisissent ensuite, sans se concerter, qui ils veulent voir intégrer leur brigade et cette fois-ci les trois chefs ont fait un choix différent ; ainsi, Hélène Darroze choisit Ibrahim ; Guillaume intègre la brigade jaune de Michel Sarran ; Anissa intègre la brigade Piège. Dès lors, les brigades sont constituées et au complet. Fanny, Paul et Sébastien sont définitivement éliminés,,,.

### 2eépisode: déclinaison de légumes, puis plat terre-mer
Cet épisode est diffusé pour la première fois le mercredi 13 février 2019.
La première épreuve se déroule dans le restaurant parisien triplement étoilé de Frédéric Anton. Chaque brigade dispose d'1 h 30 pour décliner un légume en trois versions. Après tirage au sort, la brigade d'Hélène Darroze se retrouve avec l'artichaut et réalise un carpaccio d'artichaut et d’huîtres, une purée d'artichaut et son bouillon de crevettes, et un artichaut tourné et rôti et crevettes ; la brigade de Philippe Etchebest avec le potiron et réalise un velouté de potiron, un pain soufflé de potiron, et un potiron rôti et cèpes ; celle de Michel Sarran avec le céleri-rave et réalise un damier de céleri confit, une boule de céleri et un bouillon céleri et citron ; enfin, celle de Jean-François Piège avec le chou de Bruxelles et réalise un chou de Bruxelles : végétal, iodé et carné. Après dégustation de toutes ces assiettes par le chef Anton, il désigne les assiettes de chou de Bruxelles gagnantes, qualifiant ainsi les membres de la brigade verte (Baptiste, Merouan et Anissa) pour la semaine suivante. Tous les autres s'affrontent sur l'épreuve suivante.
La deuxième épreuve se déroule dans les cuisines de Top Chef. Les chefs invités et jurés sont Arnaud Donckele et Emmanuel Renaut, triplement étoilés. Ils demandent aux candidats de réaliser, en 2 h, un plat associant terre (viande) et mer (produit de la mer). Chaque brigade a deux assiettes à réaliser. Ainsi, sur les trois candidats, un travaille seul et réalise une assiette, les deux autres réalisant une assiette en binôme, un seul des deux candidats du binôme pouvant aller au garde-manger (G.M.), et choisit ainsi les produits à travailler. Hélène Darroze décide de laisser Alexia seule, qui travaille la volaille et la sardine, et d'associer Florian (G.M.) et Ibrahim qui travaillent le ris de veau et cabillaud. Philippe Etchebest décide quant à lui de laisser travailler seul Damien, qui réalise un plat à base de merlu et de porc. Camille (G.M.) et Maël partent sur le pigeon et l'encornet. Pour Michel Sarran, c'est Samuel qui doit travailler seul. Celui-ci prend le poulpe et le filet mignon. Guillaume (G.M.) et Marie-Victorine travaillent le pied de porc et le bar. À l'issue de la dégustation à l'aveugle par les deux chefs, c'est l'assiette associant ris de veau et cabillaud de Florian et Ibrahim qui est la meilleure. Ces deux candidats sont qualifiés pour la semaine suivante et tous les autres se retrouvent sur la sellette.
Les chefs doivent choisir au sein de chaque brigade qui envoyer en dernière chance, parmi ceux étant sur la sellette. Jean-François Piège n'a aucun candidat sur la sellette. Hélène Darroze n'a qu'Alexia sur la sellette, elle est directement envoyée en dernière chance. Michel Sarran choisit d'envoyer Marie-Victorine, qualifiant ainsi Guillaume et Samuel pour la semaine suivante. Philippe Etchebest envoie Maël en dernière chance, qualifiant Camille et Damien pour la suite du concours.
Pour cette dernière chance, Alexia, Marie-Victorine et Maël disposent d'1 h pour travailler les fruits exotiques. Après dégustation à l'aveugle des quatre chefs, Marie-Victorine est éliminée, Alexia et Maël étant qualifiés pour la prochaine semaine de concours,,.

### 3eépisode: un dessert, puis un plat face à la mer
Cet épisode est diffusé pour la première fois le mercredi 20 février 2019.
La première épreuve se déroule dans les cuisines de Top Chef. Les candidats doivent réaliser un entremets chocolat vanille, style gâteau marbré. Elle se déroule en brigade et en relais. Le chef François Perret, qui juge cette épreuve, impose seulement la forme du dessert. Chaque candidat dispose de 35 min, avec 30 s de brief entre chaque relais, puis ils se retrouvent ensemble durant 10 min avant la fin de l'épreuve. Ce sont Guillaume (brigade Michel Sarran), Florian (brigade Hélène Darroze), Maël (brigade Philippe Etchebest) et Merouan (brigade Jean-François Piège) qui commencent l'épreuve. Après 35 min, Samuel, Ibrahim, Camille et Baptiste (brigades dans le même ordre) continuent l'épreuve. Enfin, ce sont Guillaume (la brigade jaune n'ayant que deux candidats, c'est Guillaume qui assure deux fois 35 min), Alexia, Damien et Anissa qui terminent cette épreuve. Après dégustation à l'aveugle par le chef Perret, c'est finalement l’assiette verte qui l'emporte, qualifiant ainsi Anissa, Baptiste et Merouan pour la semaine suivante. Tous les autres candidats participent à la deuxième épreuve.
L'épreuve suivante se déroule face à l'océan Atlantique, à Châtelaillon-Plage, dans le restaurant du chef 13 étoiles, Pierre Gagnaire. Les candidats doivent travailler les fruits de mer, sous le même modèle que la semaine dernière, c'est-à-dire que deux assiettes sont réalisés par brigade (sauf la brigade jaune), ainsi, les chefs doivent composer des binômes, laissant un candidat seul. Pierre Gagnaire assiste à l'épreuve et aide les candidats. Hélène Darroze décide de laisser Florian seul, mettant Ibrahim et Alexia en duo. Pour la brigade du Michel Sarran, Guillaume et Samuel restent ensemble, ils ne réalisent qu'une assiette. Philippe Etchebest choisit de mettre Camille et Damien ensemble, laissant Maël seul. À l'issue de la dégustation par le chef Gagnaire, ce sont finalement Guillaume et Samuel de la brigade Jaune qui sont qualifiés. Les autres candidats étant sur la sellette.
Hélène Darroze et Philippe Etchebest (seuls chefs à ne pas avoir de candidats qualifiés) doivent choisir qui envoyer en dernière chance. Après réflexion, ce sont finalement Ibrahim et Maël qui vont s'affronter.
Pour cette dernière chance, Ibrahim et Maël disposent d'1 h pour travailler le veau. Après dégustation à l'aveugle des quatre chefs, Ibrahim est éliminé et Maël est qualifié pour la prochaine semaine de concours,,.

### 4eépisode: l'Italie et Toulouse à l'honneur
Cet épisode est diffusé pour la première fois le mercredi 27 février 2019.

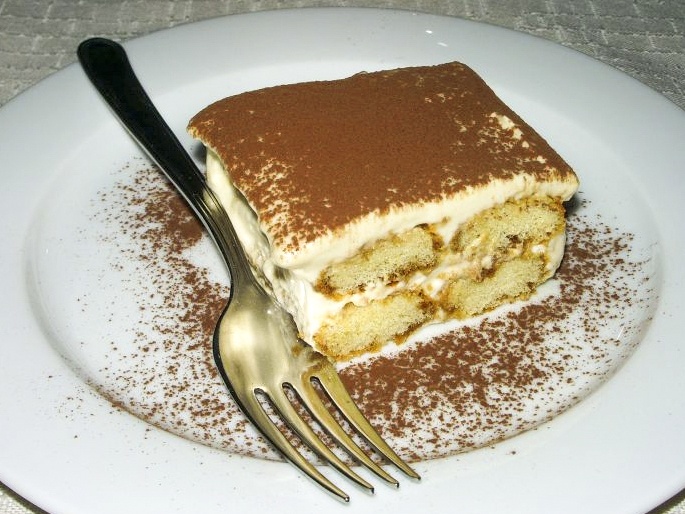
Pour la première épreuve, les candidats doivent séduire Annie Féolde avec un plat de pâtes et un tiramisu.

La première épreuve se déroule dans les cuisines de Top Chef. C'est Annie Féolde, cheffe trois étoiles, qui juge cette épreuve, sous le thème de l'Italie. Chaque brigade doit réaliser un plat et un dessert : des pâtes et un tiramisu. La cheffe commence par déguster le plat de pâtes, puis désigne le moins réussi. Ainsi, le tiramisu de la brigade dont le plat n'a pas été sélectionné n'est pas dégusté. Enfin, le dessert le plus réussi qualifie la brigade pour le semaine suivante. Pour l'équipe de Michel Sarran, c'est Samuel qui réalise le plat, tandis que Guillaume fait le dessert. C'est Damien et Maël qui travaillent les pâtes dans la brigade de Philippe Etchebest, et c'est Camille qui fait le tiramisu. Chez Hélène Darroze, Alexia se charge du plat alors que Florian réalise le dessert. Enfin, pour Jean-François Piège, Anissa et Merouan cuisinent les pâtes et Baptiste réalise le tiramisu. Après dégustation à l'aveugle des plats de pâtes, c'est finalement l'assiette de Damien et Maël qui n'est pas retenue. De fait, le tiramisu de Camille n'est pas dégusté, et tous trois participent à l'épreuve suivante. Après dégustation des desserts à l'aveugle, c'est finalement l'assiette de Florian qui séduit. Ainsi, Alexia et Florian de la brigade rouge sont qualifiés pour la semaine suivante, les autres candidats devant participer à l'épreuve suivante.
Les candidats se retrouvent à Toulouse, sur le toit du restaurant de Michel Sarran, pour la deuxième épreuve. Cette année, chaque chef de brigade va accueillir les candidats dans un de ses restaurants, et imaginer une épreuve pour eux. Ainsi, les candidats disposent de 2 h pour réaliser le cassoulet de demain. Michel Sarran étant juré, c'est le chef doublement étoilé Bernard Bach, qui le remplace pour épauler la brigade jaune durant ces deux heures. Bigflo et Oli, Yoann Huget, Maxime Médard et Arnaud Ducroux (associé de Michel Sarran) sont aussi juges de cette épreuve. En un premier temps, le chef originel de la brigade jaune juge les plats uniquement au visuel, et en élimine un qui n'est pas dégusté. Les autres assiettes sont dégustés par le jury complet. Tel les semaines précédentes, chaque brigade doit réaliser deux assiettes (sauf la brigade jaune). Ainsi, pour la brigade de Philippe Etchebest, Camille reste seule et Damien et Maël sont ensemble. Pour celle de Jean-François Piège, Merouan reste seul et Anissa et Baptiste sont ensemble. Pour celle de Michel Sarran, Guillaume et Samuel sont ensemble. À l'issue de l'épreuve, Michel Sarran élimine, sans le savoir, l'assiette de sa propre brigade. De fait, Guillaume et Samuel ne sont pas dégustés, et sont envoyés sur la sellette. Enfin, après dégustation, c'est Merouan qui l'emporte. Il est ainsi qualifié pour la semaine suivante, tous les autres candidats étant sur la sellette.
Hélène Darroze a tous ses candidats qualifiés, donc elle n'a pas de choix à faire. Pour Michel Sarran, c'est Guillaume qui est envoyé en dernière chance. Anissa est envoyée en dernière chance par Jean-François Piège. Enfin, c'est Damien qui part en dernière chance pour Philippe Etchebest.
Pour cette dernière chance, les candidats disposent d'1 h pour cuisiner la betterave. Après dégustation à l'aveugle par les quatre chefs, c'est finalement Anissa qui est éliminée. Damien et Guillaume étant qualifiés pour la semaine suivante,,.

### 5eépisode: l'épreuve des enfants avec des MOF, puis une épreuve inédite
Cet épisode est diffusé pour la première fois le mercredi 6 mars 2019.
La première épreuve se déroule dans les cuisines de Top Chef. C'est un classique de l'émission : l'épreuve des enfants. Les candidats, répartis en binôme, sauf dans la brigade bleue où le chef Etchebest décide de laisser Maël seul, alliant Camille et Damien, disposent de 2 h pour cuisiner des fraises au sucre. Ils seront ensuite dégustés et jugés par les six enfants présents : Louis ; Marie-Lou ; Romane ; Lou ; Lino ; Hugo, mais aussi par leurs parents : Alexandre Gyé-Jacquot ; Emmanuel Ryon ; Joël Patouillard ; Élie Cazaussus ; Olivier Vidal. Cependant les candidats et les chefs ignorent que les parents sont des meilleurs ouvriers de France et ils ne découvrent cela qu'à la dégustation. À l'issue de cette dernière, chaque membre du jury attribuera un point à son assiette préférée, ainsi, les deux meilleures assiettes seront qualifiés pour la semaine suivante. L'épreuve se déroule, et après un passage des enfants en cuisine, la dégustation par les onze jurés a lieu. Tous les MOF ainsi que Marie-Lou, Romane et Lou votent pour l'assiette de Guillaume et Samuel. Ils sont donc tous deux qualifiés pour la semaine suivante. Louis et Hugo votent pour Alexia et Florian, qui se qualifient pour la suite. Lino enfin vote pour Camille et Damien. N'ayant assez de voix, ils participent donc à la deuxième épreuve, tout comme Merouan, Baptiste et Maël.

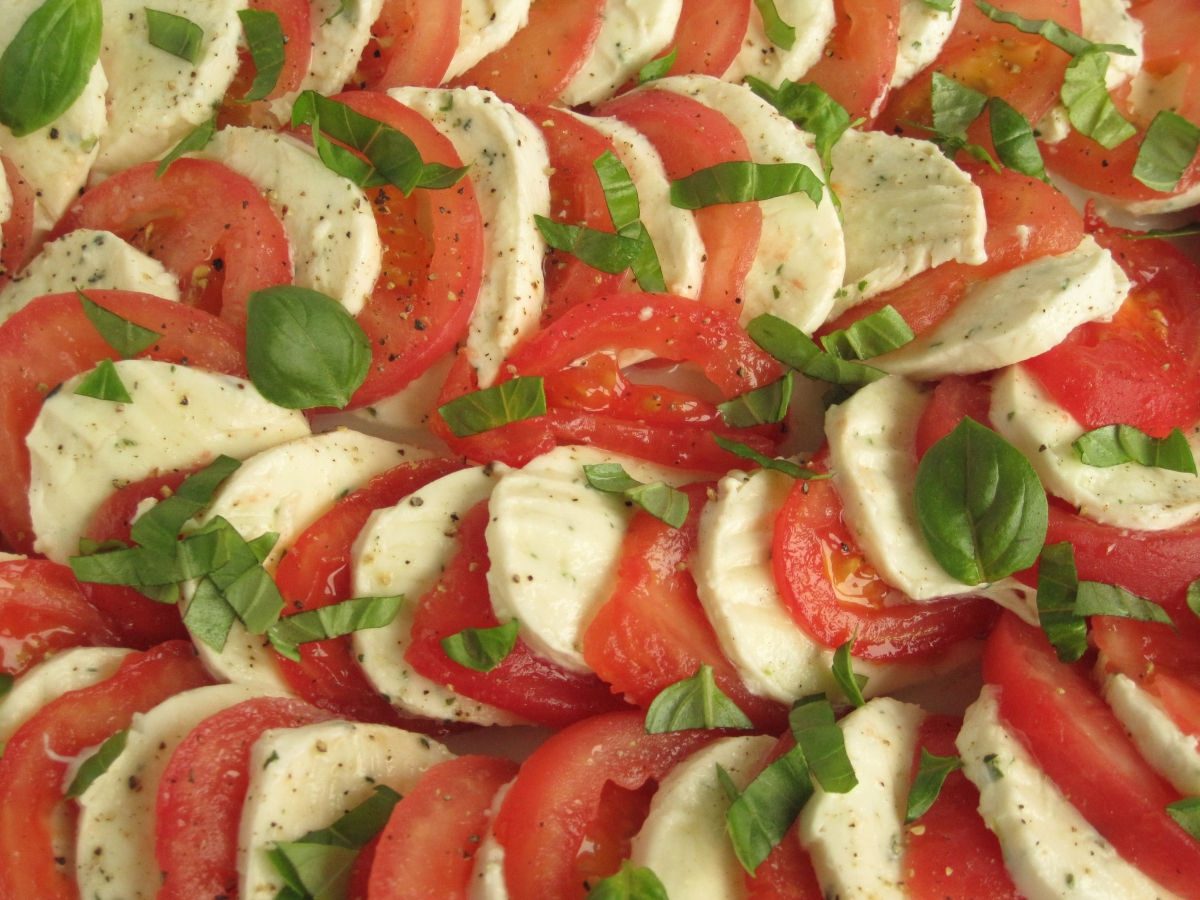
Une assiette de tomates mozzarella, thème de la deuxième épreuve.

La deuxième épreuve, à laquelle participent les verts et les bleus, se déroule dans les cuisines de Top Chef. Elle est orchestrée par le chef triplement étoilé, Paul Pairet, primé meilleur restaurateur de l'année 2018. En préambule, les cinq candidats ont droit à une dégustation d'assiettes réalisées par le chef. Ils ont devant eux deux assiettes de tomates mozzarella qui semblent les mêmes. Cependant, l'une est salée, l'autre est sucrée. Les candidats disposent alors de 2 h pour réaliser des tomates mozzarella en miroir, c'est-à-dire deux assiettes qui semblent les mêmes, mais dont l'une est salée et l'autre est sucrée. Après l'épreuve, Paul Pairet élimine d'abord une assiette au visuel, qu'il ne déguste pas, puis choisit, parmi les quatre dégustées, la meilleure, le candidat étant qualifié pour la semaine suivante. L'épreuve se déroule et ensuite le chef commence par regarder les assiettes. Il décide d'éliminer Baptiste qui est directement envoyé sur la sellette. Après dégustation à l'aveugle des assiettes restantes, le chef désigne Damien comme vainqueur. Il se qualifie pour la semaine suivante, les autres candidats étant envoyés sur la sellette.
Hélène Darroze et Michel Sarran ont tous leurs candidats qualifiés, ils n'ont ainsi pas de choix à faire. Jean-François Piège décide d’envoyer Merouan en dernière chance, qualifiant ainsi Baptiste pour le semaine suivante. Enfin, dans la brigade Etchebest, c'est Maël qui part pour sa troisième dernière chance, Camille étant qualifiée pour la semaine prochaine.
Pour l'ultime épreuve, Merouan et Maël disposent d'1 h pour travailler le rouget. À l'issue de la dégustation à l'aveugle des quatre chefs, c'est finalement Maël qui est éliminé, Merouan étant qualifié pour la semaine suivante,,.

### 6eépisode: deux épreuves incontournables, puis une dernière chance mouvementée
Cet épisode est diffusé pour la première fois le mercredi 13 mars 2019.
Pour commencer, les candidats se retrouvent dans le Grand Théâtre de Bordeaux, sur les terres de Philippe Etchebest, dans lequel le chef a une brasserie. Il s'agit d'un désormais classique : « Qui peut battre Philippe Etchebest ? ». Pour cette épreuve, les candidats sont mélangés. Ainsi, Florian fait équipe avec Guillaume et sont coachés par Hélène Darroze ; Camille et Baptiste sont ensemble, épaulés par Jean-François Piège ; Michel Sarran s'occupe de Samuel et Merouan ; enfin, Alexia fait équipe avec Damien, épaulés par Gilles Goujon, le chef choisi par Philippe Etchebest pour le remplacer. Les candidats disposent d'1 h 30 et le chef dispose de 45 min pour cuisiner un panier mystère, c'est-à-dire, un panier qu'ils ne découvrent qu'au lancement du chronomètre. Il se compose d'un canard et son foie, de divers champignons, de carottes, de navets, de panais, de poireaux, de choux et de salades. À l'issue de l'épreuve, ce sont Philippe Joannes et Lionel Lévy (des amis de Philippe Etchebest) qui jugent les plats et établissent un classement ; tous les candidats au-dessus du chef sont directement qualifiés pour la semaine suivante, les autres participent à la seconde épreuve. Cependant, aucun des participants ne connaît le jury, ils ne le découvre qu'à la fin de l'épreuve ; de même que le jury ne sait pas que dans les cinq assiettes dégustées, une a été réalisée par le chef Etchebest. L'épreuve se déroule et après dégustation à l'aveugle, les chefs établissent le classement suivant (du dernier au premier) : Florian et Guillaume ; Alexia et Damien ; Camille et Baptiste ; Philippe Etchebest ; Samuel et Merouan. De fait, seuls Samuel et Merouan se qualifient pour la semaine suivante, tous les autres participant à l'épreuve qui suit.
La deuxième épreuve est la classique épreuve de la boîte noire. Elle se déroule dans les cuisines de Top Chef. Pour cette épreuve, les brigades s'allient. Ainsi, Alexia, Florian et Baptiste, épaulés par les chefs Piège et Darroze affrontent Camille, Guillaume et Damien, épaulés par les chefs Etchebest et Sarran. Le plat : « quasi de veau de lait au praliné de cèpes, croquettes de foie de lotte, lactaires aux coings » a été imaginé par Jacques et Régis Marcon, père et fils, chefs trois étoiles. Les candidats disposent de 2 h pour réaliser le plat le plus ressemblant. En un premier temps, ce sont d'un côté Guillaume et Damien qui entrent dans la boîte noire et de l'autre, Alexia et Baptiste. Le duo dispose de 2 min pour identifier un maximum d'éléments sans la vision. À mi-épreuve, se sont les chefs qui entrent dans la boîte noire, pour ensuite aller aider les candidats. Le binôme entré dans la boîte noire peut aller dans le garde-manger en suivant, il dispose d'un temps imparti, et hors cette condition, le garde-manger est inacessible. Vers la fin de l’épreuve, Camille et Florian ont 15 s pour retenir un maximum d'informations sur le plat qu'ils voient à la lumière, mais ne goûtent pas. Ils retournent ensuite en cuisine pour donner uniquement des indications aux participants, car ils n'ont plus le droit de toucher au plat. Après dégustation à l'aveugle par le duo Marcon, ce sont finalement les brigades bleue et jaune qui se qualifient ; Camille, Damien et Guillaume étant qualifiés pour la semaine suivante, les autres étant envoyés sur la sellette.

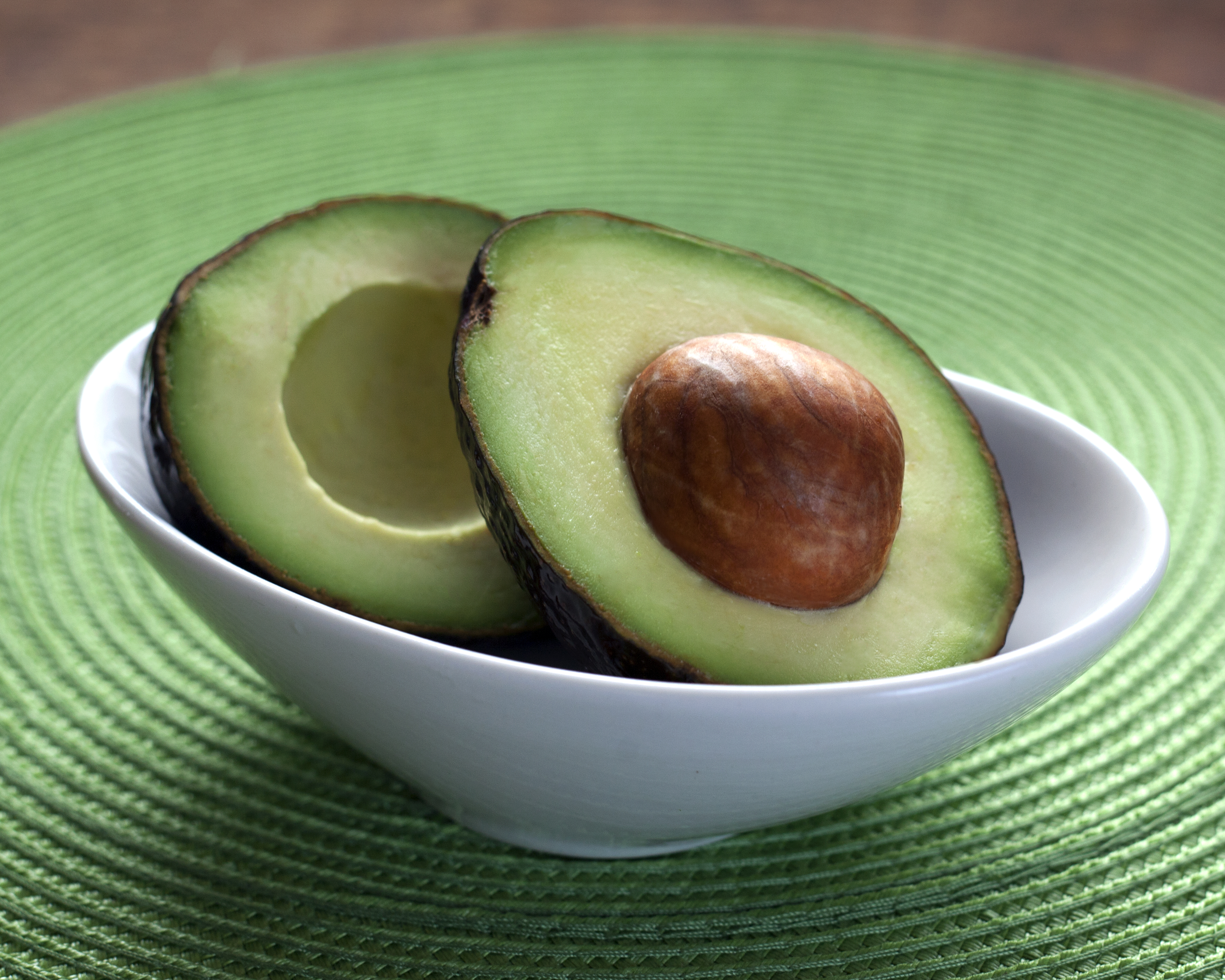
Cette semaine, les candidats disposent d' pour cuisiner l'avocat lors de la dernière chance.

Les chefs Sarran et Etchebest n'ont aucun candidat sur la sellette. Baptiste est le seul candidat de la brigade verte. Il est, de fait, directement envoyé en dernière chance. Hélène Darroze doit quant à elle choisir entre Alexia et Florian. Après réflexion, elle décide d'y envoyer Alexia, qualifiant donc Florian.
Pour cette dernière chance, Alexia et Baptiste disposent d'1 h pour travailler l'avocat. Cependant, au cours de l’épreuve, Alexia se blesse alors qu'elle coupe un concombre à l'aide d'une mandoline. Cette coupure entraîne l'arrêt du chronomètre, et nécessite l'intervention des pompiers de Paris, qui, après la prise en charge d'Alexia, l'autorisent à reprendre l'épreuve. Stéphane Rotenberg relance alors le chronomètre, puis, à la fin de l'épreuve, les chefs dégustent les deux plats sans savoir ce qu'il s'est passé en cuisine. À l'issue de la dégustation à l'aveugle des quatre chefs, c'est finalement Baptiste qui est éliminé, Alexia étant qualifiée pour la semaine suivante,,.

### 7eépisode: un jury mystérieux, un plat monochrome, une dernière chance inédite
Cet épisode est diffusé pour la première fois le mercredi 20 mars 2019.
Pour la première épreuve, qui se déroule dans les cuisines de Top Chef, les candidats cuisinent en individuel. Ils sont jugés par cinq membres du Guide rouge qui restent anonymes. Ils sont représentés par le directeur du guide, Gwendal Poullennec, qui annonce aux candidats qu'ils ont 1 h 30 pour réaliser leur plat signature. Après dégustation, les critiques désignent deux plats, qui se qualifient pour la semaine suivante, les autres candidats participant à la deuxième épreuve. Ainsi, Merouan réalise une « limande-sole farcie au cabillaud et moules de bouchot, crème de champignons, sauce aux moules et cèpes, poudre de chips de crevettes » ; Florian un « turbot, nougat de fruits secs aux agrumes, jus façon civet de la mer, coquillages, mini légumes, foie gras fumé » ; pour Alexia, c'est : « pommes de terre au lard de Colonnata, moules à l'huile de livèche, sauce cresson-livèche, oignons farcis céleri-moules-livèche » ; Damien réalise un plat de : « pigeon, cuisses confites, jus de pigeon à la bière, salsifis confits et en vinaigrette, espuma de chicon, tartare de Saint-Jacques » ; pour Camille, c'est « suprême de poularde cuit sur le coffre, jus de poularde, écume de menthe, crémeux de petits pois, gelée et salade de petits pois » ; Guillaume  travaille le « saint-pierre confit, purée d'artichauts, artichauts à la barigoule, chips d'artichaut, jus de veau » ; enfin, Samuel réalise un « pigeon farci noix-poires-oignons, cuisses poêlées, jus de pigeon, poires au vin rouge, purée de panais, oignons ». L'épreuve se déroule, et après dégustation à l'aveugle, les cinq membres du guide désignent non pas deux, mais trois gagnants. Gwendal Poullenec se charge d'annoncer le résultat aux candidats. En effet, si Florian termine premier, Merouan et Damien terminent deuxièmes ex æquo, le jury n'ayant réussi à les départager. Ainsi, tous trois se qualifient pour la semaine suivante, et les quatre autres candidats participent à l'épreuve suivante.
Cette deuxième épreuve se déroule dans les cuisines de Top Chef. Elle est orchestrée par le chef Yannick Alléno. Il demande aux candidats de réaliser un plat monochrome, c'est-à-dire d'une seule couleur choisie par le chef, mais choisie aléatoirement par les candidats. Ainsi, Guillaume cuisine un plat rouge ; Camille un plat vert ; Alexia se retrouve avec le blanc ; et le jaune est la couleur imposée à Samuel. L'épreuve est un contre-la-montre. En effet, les candidats disposent de 2 h, mais peuvent présenter leur plat au chef Alléno dès 1 h 30 d'épreuve. Il peut alors choisir, ou non de les qualifier. Le dernier candidat non qualifié est cependant directement envoyé en dernière chance, sans être dégusté. Les candidats peuvent présenter leur plat autant de fois qu'ils le souhaitent. Pour cette épreuve, c'est Yannick Alléno lui-même qui épaule les candidats en cuisine, Hélène Darroze, Philippe Etchebest et Michel Sarran restant dans les vestiaires, et assistant aux trois-quarts de l'épreuve via un écran. Guillaume présente son plat en premier, il est qualifié. Samuel arrive ensuite, mais le chef ne le qualifie pas encore. Alexia vient après, et le chef la qualifie. Samuel revient, il n'est toujours pas qualifié. Enfin, Camille et Samuel présentent leur plat en même temps, le chef qualifie finalement Samuel, Camille partant ainsi en dernière chance. Ensuite, le chef déguste les trois assiettes qualifiés, il met Alexia en haut du classement, puis Guillaume et enfin Samuel, qui est donc envoyé en dernière chance.
Cette semaine, aucun candidat n'est sur la sellette. En effet, Camille et Samuel sont directement envoyés en dernière chance. Par ailleurs, aucun des chefs ne sait qui participe à l'ultime épreuve cette semaine.
La dernière chance est un peu particulière cette semaine et est inédite. Camille et Samuel disposent non pas des 1 h habituelles, mais ont 45 min pour travailler la daurade en une seule bouchée. Le visuel ne compte pas puisque les quatre jurés ont les yeux bandés. À l'issue de la dégustation par les quatre chefs, les yeux bandés, sans savoir qui a participé à l'épreuve, c'est finalement Samuel qui est éliminé, Camille se qualifiant pour la semaine suivante,,.

### 8eépisode: un candidat réintègre le concours, puis l'épreuve de Jean-François Piège
Cet épisode est diffusé pour la première fois le mercredi 27 mars 2019.
Pour la première épreuve, qui se déroule dans les cuisines de Top Chef, les brigades originelles se reforment, puisque c'est la classique épreuve du retour de l'éliminé. Les brigades Etchebest et Darroze n'ayant qu'un candidat éliminé, ce sont respectivement Maël et Ibrahim qui concourent pour un retour dans la compétition. Pour les brigades Sarran et Piège, ce sont eux qui ont choisi qui pouvait prétendre revenir. Ainsi, Samuel et Baptiste respectivement concourent pour un retour. Chaque brigade doit réaliser une assiette de rable de lièvre aux fruits. Le chef triplement étoilé Gilles Goujon les épaule tout au long de l'épreuve, puisque la dégustation se fait à l'aveugle par les quatre chefs. À l'issue de la dégustation, les chefs votent individuellement pour une assiette, ainsi, Jean-François Piège vote pour l'assiette des verts et les trois autres chefs votent pour l'assiette jaune. De fait, Samuel réintègre le concours et est qualifié avec Guillaume pour la semaine suivante. Tous les autres candidats en compétition participent à l'épreuve suivante.

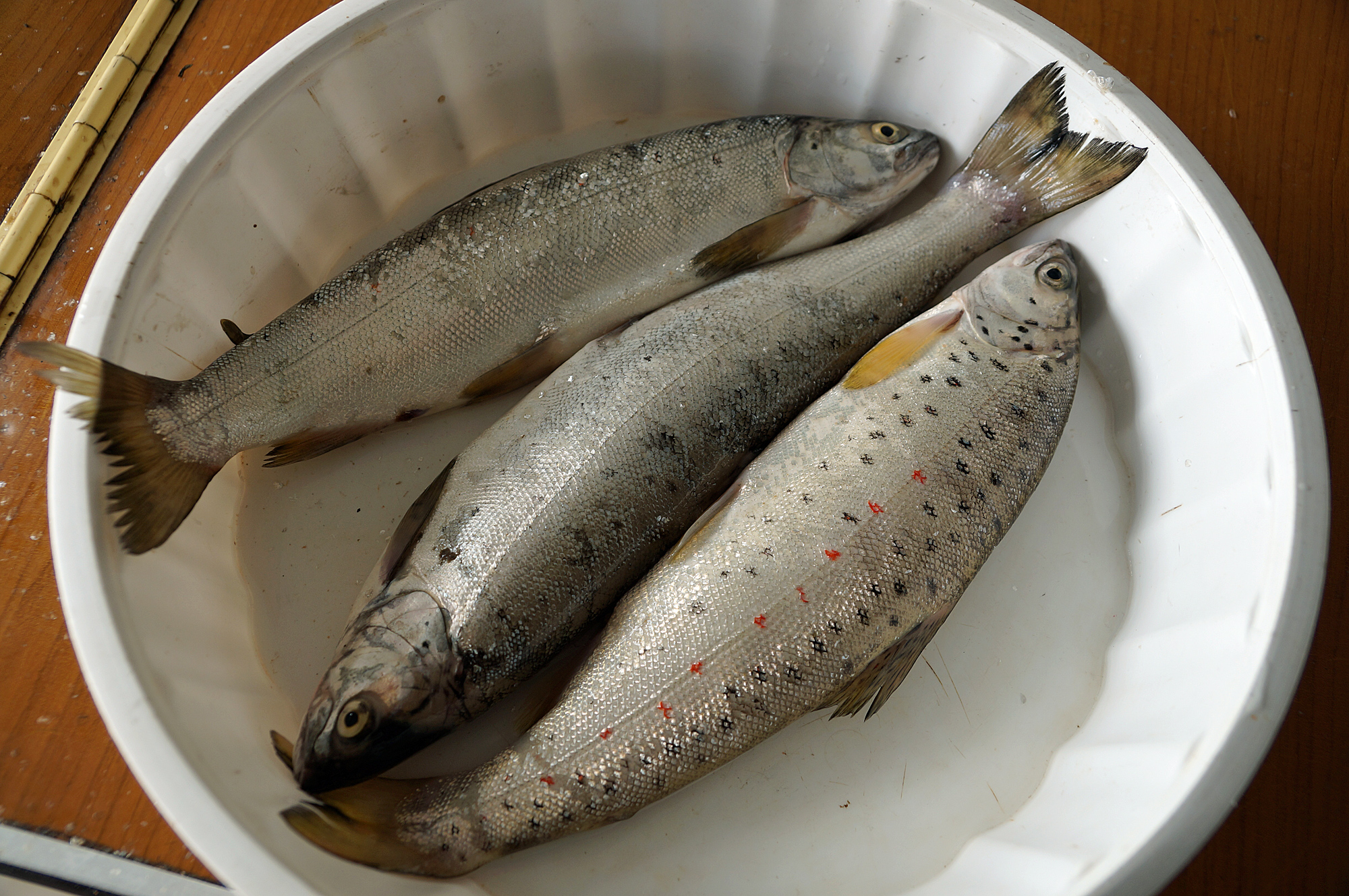
Des truites, poisson thème de la dernière chance cette semaine.

La deuxième épreuve est celle imaginée par Jean-François Piège. On retrouve les candidats dans le restaurant parisien doublement étoilé du chef. Il leur indique qu'ils devront réaliser une de ses créations intitulée « Le mijoté moderne ». Le principe est de faire cuire une viande, un poisson, un légume, etc. sur un produit original, tel que des coques de noix, du foin ou encore des noyaux d'olives. Les candidats se retrouvent ensuite dans les cuisines de Top Chef pour réaliser leur mijoté moderne. C'est Christian Constant qui remplace le chef Piège pour épauler Merouan. Après dégustation à l'aveugle par le chef, il désigne finalement Merouan comme meilleur. Il se qualifie donc pour la semaine suivante.
Il n'y a aucun candidat jaune ni vert sur la sellette cette semaine. Chez les bleus cependant, c'est Camille que le chef envoie en dernière chance, qualifiant ainsi Damien. Chez les rouges, c'est Florian qui part en dernière chance, Alexia étant qualifiée pour la semaine suivante.
Pour cette dernière chance, Camille et Florian disposent d'1 h pour cuisiner la truite. Après dégustation à l'aveugle des quatre chefs, Camille est éliminée et Florian est qualifié pour la prochaine semaine de concours,,.

### 9eépisode: un classique, la guerre des restos
Cet épisode est diffusé pour la première fois le mercredi 3 avril 2019.
Cette semaine, la traditionnelle guerre des restos est organisée. Les candidats sont répartis comme suit : Guillaume avec Alexia ; Damien avec Florian et Merouan avec Samuel. Ils sont épaulés par leurs chefs respectifs, à savoir respectivement Michel Sarran et Hélène Darroze ; Philippe Etchebest et Hélène Darroze et enfin Jean-François Piège et Michel Sarran. Les chefs visionnent l'ensemble des préparatifs, mais ne vont voir qu'une seule fois les candidats pour les conseiller. Dans un premier temps, Stéphane Rotenberg présente les trois restaurants de la région parisienne aux candidats : une crêperie, un restaurant latino et une auberge traditionnelle à la décoration rustique. Après discussions, les candidats trouvent un accord : la crêperie pour Guillaume et Alexia ; le restaurant rustique pour Damien et Florian et le restaurant latino pour Merouan et Samuel.

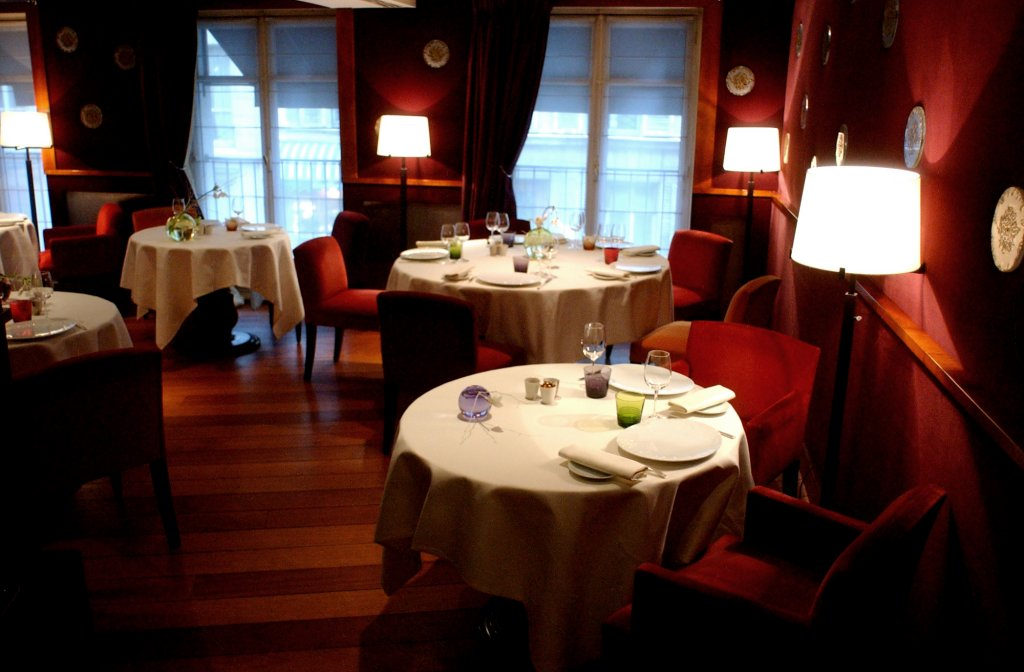
L'intérieur d'un restaurant, ici celui de la cheffe Darroze, thème de cette semaine.

Le préparatifs commencent alors. Merouan et Samuel choisissent le concept d'un restaurant franco-japonais qu'ils nomment Saqana (Sakana signifiant poisson en japonais). Samuel s'occupe de l’achat des meubles et du gros mobilier et Merouan se charge de la petite décoration et de la vaisselle. Alexia et Guillaume partent eux sur un restaurant d'inspiration bretonne. Ils le nomment sobrement Mer. Guillaume s'occupe des meubles et Alexia de la vaisselle. Enfin, Damien et Florian décident de réaliser un restaurant type auberge campagnarde qu'ils nomment De la terre à l'assiette. Florian achète meubles et gros mobilier et Damien vaisselle et petite décoration.
Après les premières 24 h déjà écoulées, les duos sont rejoints par un ancien candidat qui vient les épauler. Anissa pour Saqana ; Baptiste pour Mer ; et Camille pour De la terre à l'assiette. Après rapide passage des chefs, il est temps pour les candidats de se faire juger. Cette année, ce ne sont pas des anonymes, mais onze journalistes culinaires qui jugent l'épreuve en plus des chefs. Ils commencent par regarder uniquement la devanture et le menu. Saqana : « Noix de Saint-Jacques en sashimi, céleri en rémoulade, daiko et yuzukosho. Blanc de cabillaud mijoté aux coquillages, beurre blanc, ponzu, garniture dubary. Omelette japonaise acidulée » ; Mer : « Raviole de coquillages, embeurrée de choux, pomme de terre et algues. Filet de bar de ligne, légumes racines, pieds de cochon et huîtres. Poires pochées aux algues, chocolat, sarrasin et lait ribot. » et enfin De la terre à l'assiette : « Œuf fermier parfait, topinambours, girolles et andouille de Guémené. Volaille fermière cuite sous presse, écrevisse, escargots et panais au foin. Mousseline de marron, coing acidulé et poire. ». Ils votent ensuite pour leurs deux restaurants préférés, celui obtenant le moins de voix, n'ouvrant pas. Sur les 22 votes, 9 vont pour Damien et Florian ; 7 pour Guillaume et Alexia et enfin 6 pour Samuel et Merouan. Par conséquent Saqana n'ouvre pas ses portes et Merouan et Samuel vont directement en dernière chance.
Le jury et les chefs entrent alors dans les deux restaurants restant pour déguster le repas. Ils votent ensuite pour leur préféré, et sur les 15 voix, 9 sont en faveur de Mer et 6 sont pour De la terre à l'assiette. Par conséquent, Guillaume et Alexia se qualifient pour la semaine suivante et Damien et Florian sont envoyés en dernière chance.
Cette semaine, il n'y a pas de candidat sur la sellette. En effet, tous ceux qui n'ont pas été qualifiés lors de la guerre des restos appartiennent à une brigade différente.
Pour cette ultime épreuve, Damien, Florian, Merouan, et Samuel s'affrontent. Ils disposent d'1 h pour cuisiner la carotte. Après dégustation à l'aveugle des quatre chefs, Merouan est éliminé et Damien, Florian et Samuel sont qualifiés pour la prochaine semaine de concours,,.

### 10eépisode: venue des proches, l'épreuve d'Hélène Darroze et recomposition des brigades
Cet épisode est diffusé pour la première fois le mercredi 10 avril 2019.
La première épreuve a lieu dans les cuisines de Top Chef en présence du chef triplement étoilé Arnaud Lallement. Celui-ci demande aux candidats de réinterpréter une recette emblématique de leur région d'origine. Cette épreuve réserve une surprise aux candidats, qui reçoivent la visite d'un proche pendant quelques instants, puis de nouveau pendant la réalisation de la recette. Guillaume, originaire de Morlaix, réinterprète les coquilles Saint-Jacques à la bretonne en deux services. Il reçoit la visite de sa compagne Marlène. Samuel, originaire de l'Anjou, retravaille le sandre de Loire au beurre blanc et est rejoint quelques minutes par sa mère. Alexia, qui est franco-anglaise, choisit de faire référence à ses origines parisiennes et retravaille la soupe à l'oignon de son enfance. Elle est épaulée quelques instants par sa sœur Anne, après avoir également reçu la visite de son père. Damien, originaire de Bailleul, retravaille la carbonnade flamande. Sa mère vient le soutenir quelques instants. Enfin Florian réinterprète la sole à la grenobloise et reçoit la visite de sa sœur venue avec son mari et sa fille. À la dégustation, le chef Arnaud Lallement retient l'assiette de Guillaume, lequel est qualifié pour les quarts de finale. Les quatre autres candidats participent donc à l'épreuve suivante.

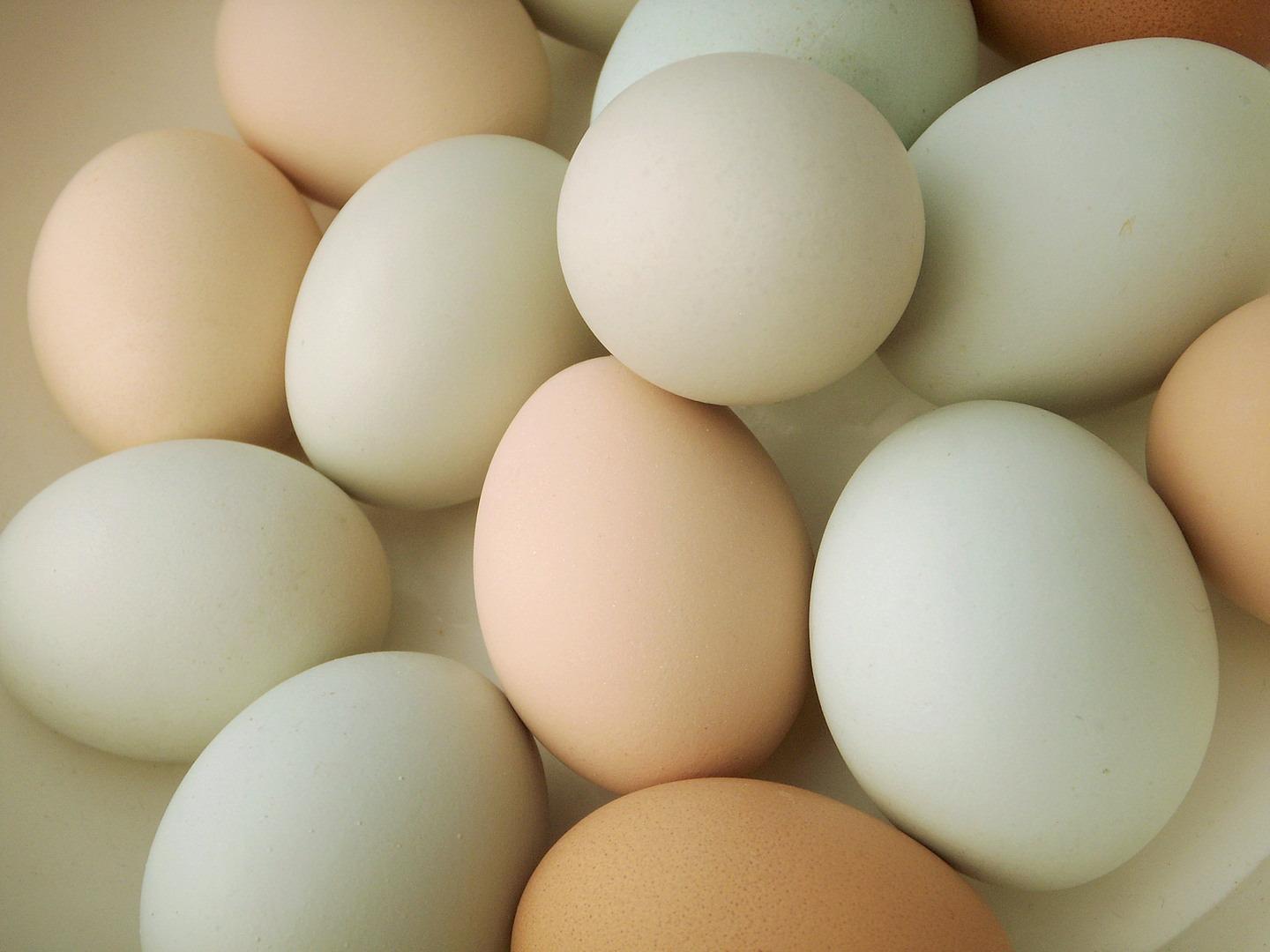
Les candidats cuisinent l'œuf pour l'épreuve d'Hélène Darroze cette semaine.

La seconde épreuve débute dans le restaurant parisien d'Hélène Darroze. Le défi donné aux quatre candidats restants est de proposer une recette d'œuf qui pourrait figurer sur la carte du restaurant. Avant de se lancer, les candidats doivent composer un panier à partir des ingrédients mis à leur disposition dans une pièce de l'établissement. Hélène Darroze examine les paniers à l'aveugle et écarte celui des quatre qui lui semble le moins conforme à l'esprit de son restaurant. Ainsi, le panier de Samuel est écarté, et le candidat est directement envoyé en dernière chance sans cuisiner son plat. Les trois autres retrouvent leur panier dans les cuisines de Top Chef. Pour la réalisation du plat, Damien est épaulé par son chef de brigade Philippe Etchebest, tandis que Florian et Alexia sont épaulés par la cheffe Ariane Daguin, choisie par Hélène Darroze pour la remplacer le temps de l’épreuve. À la dégustation, la cheffe qualifie Florian. Damien et Alexia sont envoyés en dernière chance.
Cette semaine, il n'y a pas de candidats sur la sellette. En effet, tous les candidats appartiennent à une brigade différente.
Pour cette ultime dernière chance de la saison : Alexia, Damien et Samuel disposent d'1 h pour cuisiner un filet mignon de porc. Après dégustation à l'aveugle des quatre chefs, Damien est éliminé, tandis qu'Alexia et Samuel sont qualifiés pour la prochaine semaine de concours. Cependant, il est décidé que chaque chef ne peut désormais épauler qu'un seul candidat. Par conséquent Guillaume et Florian restent dans leur brigades respectives et Philippe Etchebest et Jean-François Piège choisissent sans se concerter un candidat. Ainsi, Samuel intègre la brigade bleue et Alexia se retrouve chez les verts,,.

### 11eépisodeet12eépisode: des quarts de finale inédits
Cette année, les quarts de finale de Top Chef sont transformés en un marathon culinaire sous le signe du prestige et de l'excellence, diffusé sur deux semaines. Les candidats participent à plusieurs épreuves, chacune de ces épreuves permettant de décrocher un pass. Dès qu'un candidat emporte deux pass, il se qualifie pour la demi-finale et arrête de participer aux épreuves. Les épreuves se poursuivent jusqu'à ce qu'il ne reste plus qu'un seul candidat, qui est alors éliminé.

#### Première partie: la tournée des palaces, personne n'est qualifié ni éliminé
Elle est diffusée pour la première fois le mercredi 17 avril 2019.

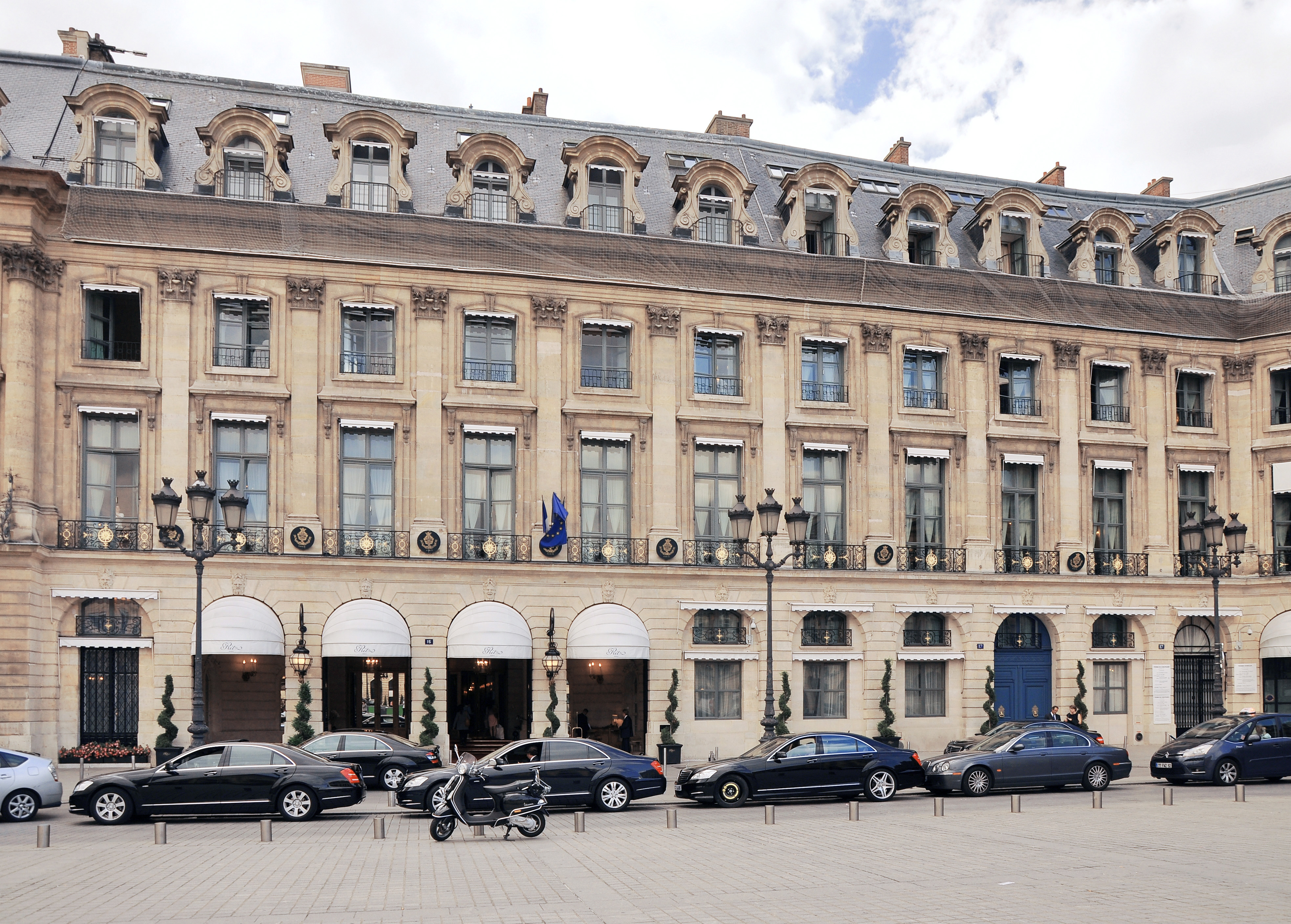
La devanture du Ritz, hôtel de luxe parisien, lieu de la première épreuve des quarts de finale.

La première épreuve a lieu au restaurant du Ritz, place Vendôme à Paris. Au préalable, les candidats doivent réaliser sans l'aide de leur chef de brigade un appât à base de langoustine à partir d'un panier donné par le chef deux étoiles Nicolas Sale. Seuls les candidats ayant réalisé les trois meilleurs appâts pourront participer à la suite de l'épreuve. Après dégustation, Nicolas Sale classe les candidats dans l'ordre suivant : en premier Guillaume avec son « artichaut façon barigoule, tartare de langoustine, langoustine rôtie, siphon de crème de langoustines, artichauts frits » ; en second Samuel avec ses « langoustines snackées en carpaccio, crème de langoustines coriandre-gingembre-passion » ; en troisième Alexia avec sa « langoustine saisie, voile de céleri au curry, pomme crue, créme de langoustine-coriandre-gingembre, beurre noisette citronné » ; enfin en dernier Florian avec son « tartare de langoustine-passion, langoustine snackée, beurre de gingembre, guacamole vanille ». Florian ne participe donc pas à la suite de l'épreuve. Pour la suite de l'épreuve, chaque candidat cuisine une partie différente de viande d'agneau. Le choix se fait à partir du classement obtenu sur la dégustation de l'appât. Guillaume choisit donc en premier et prend la selle d'agneau. Samuel retient l'épaule et Alexia se retrouve donc avec le carré d'agneau. Alexia cuisine des « côtelettes d'agneau, oignon, laitue, piquillos » ; Samuel choisit de faire référence à l'histoire du lieu et propose une « épaule d'agneau Marigny, servie au président Wilson le 13 décembre 1918 » ; enfin Guillaume prépare une « selle d'agneau du pays basque », qui est également une des spécialités de Nicolas Sale. Après dégustation, Nicolas Sale donne le premier pass à Samuel.
Le thème de la seconde épreuve est donné par le chef pâtissier du Meurice, Cédric Grolet. Il attend des candidats qu'ils réalisent un dessert en forme de fleur. Une première sélection a lieu au visuel et seuls trois desserts sont dégustés. Ainsi, le chef Grolet écarte la « poire belle angevine comme un Hortensia, orange et fleur d'oranger » de Samuel, qu'il ne trouve pas assez gourmande. Passent donc en dégustation la « rose en pavlova et fruits rouges » de Guillaume, la « rose de mangue, curry et gingembre, rosée du matin à l'ananas » de Florian et la « rose végétale, pomme, céleri et oseille » d'Alexia. Après avoir goûté les desserts, Cédric Grolet attribue le second pass à Guillaume.
La troisième épreuve se déroule dans les cuisines du restaurant du Plaza Athénée. Le chef triplement étoilé Romain Meder demande aux candidats de réaliser un plat qui sublime le homard et le maïs. Samuel propose une assiette de « homard poché, mousse onctueuse de maïs, gnocchi à la farine de maïs, coudes et estragon, jus de carcasse ». L'assiette de Guillaume est un « corps de homard sur pain de maïs, tacos de homard ». Florian présente une « queue de homard rôtie au beurre de maïs, gnocchi de polenta et coudes, jus de civet de homard au corail ». Mais c'est l'assiette « homard, corail et textures de maïs » d'Alexia que préfère Romain Meder. La candidate reçoit ainsi le dernier pass de la première partie des quarts de finale.
À l'issue de l'émission, Alexia, Guillaume et Samuel ont tous obtenus un premier pass alors que Florian n'en a aucun. Personne n'est éliminé,,.

#### Deuxième partie: des chefs de prestige, une élimination attendue?
Elle est diffusée pour la première fois le mercredi 24 avril 2019.
La première épreuve se déroule sur la Seine, au pied de la tour Eiffel, sur la péniche restaurant du chef 20 étoiles, Alain Ducasse. Il demande aux candidats de réaliser en 1 h 30 une assiette entièrement végétale à partir d'un panier contenant une quinzaine de fruits et légumes de saison imposé et commun aux candidats. Les chefs de brigade assistent à l'épreuve via un écran, et les candidats sont épaulés par Jocelyn Herland et Francis Fauvel, chefs exécutifs d'Alain Ducasse. Ceux-ci dégusteront avec le chef et ils désigneront ensemble la meilleure assiette. Le candidat l'ayant réalisée recevra alors un pass. Florian décide de travailler le panais dans l'esprit d'une viande en le restructurant sous la forme d'un tournedos et d'assembler un condiment censé rappeler la moutarde. Alexia compose un plat autour des légumes-racines du panier : salsifis, topinambours, panais avec un bouillon réalisé avec toutes les épluchures et de la noisette et du sarrasin pour varier les textures. Samuel se trouve peu à l'aise dans l'épreuve car le panier comprend beaucoup de légumes qu'il n'a plus l'habitude de travailler au Japon. Faute d'une idée directrice, il lance beaucoup de préparations et assemble au fil de l'eau les produits qui vont bien ensemble et se lance dans un dressage très minutieux avec un taillage très fin à la japonaise. Guillaume est bien plus à l'aise puisqu'il propose toujours une assiette végétale de saison dans son restaurant. Il réalise un bouillon de céleri et une assiette avec cresson, carottes, artichauts puis il improvise un condiment à partir de la chair de cynorhodon après que les chefs l'aient mis en garde contre une préparation qui semble trop classique. À la dégustation, Guillaume présente son « assiette de légumes comme un jardin d'automne ». Alain Ducasse trouve le plat visuellement très beau, et gustativement sans défaut particulier. Il trouve l'assiette « bien élevée, témoignant d'une jolie personnalité mais pas complètement assumée » et aurait aimé une aspérité forte et quelque chose de moins consensuel. Alexia présente ensuite son assiette de « légumes racines, bouillon végétal, condiment acidulé et sarrasin ». La couleur d'automne de l'assiette, tons sur tons, racontant « une jolie histoire » plaît beaucoup à Alain Ducasse. A la dégustation, Ducasse trouve que le bouillon a beaucoup de saveurs, que le salsifis est fondant, et l'idée du plat, « pas gourmand » mais « savoureux », avec « assez d'humilité » lui plaît beaucoup, en conclusion « un plat végétal comme j'aime ». C'est ensuite au tour de Florian de déposer son « assiette de tournedos de panais, mousseline de céleri au cresson et condiment de kaki, noix et vinaigre de Xérès ». Alain Ducasse trouve que l'assiette affiche une jolie tonalité de vert tendre, de couleur orangée, « un automne joyeux ». Les chefs regrettent cependant l'absence de jus. Au goût, Alain Ducasse trouve que la réussite du plat est le panais gourmand et savoureux, « un plat avec une jolie sapidité ». Samuel ferme la marche avec sa « déclinaison de légumes et de cuisson ». Alain Ducasse trouve que le plat est « kawaii » et qu'il est en harmonie avec le parcours de Samuel. Les chefs regrettent cependant une taille trop fine, ne permettant pas d'identifier les produits visuellement ni de concentrer leur goût. Mais il reconnaît un beau travail, une belle harmonie en disant que « ça marche ». Après la dégustation, Alain Ducasse donne la victoire à Alexia. Il salue le fait qu'elle ait pris des légumes racines, trouve qu'elle a réussi à tirer le meilleur de produits modestes et que son plat était celui qui incarnait le mieux ce qu'il attendait. Alexia décroche ainsi son deuxième pass et par la même occasion se qualifie pour la demi-finale. Les autres candidats participent à l'épreuve suivante.
Florian, Guillaume et Samuel s'affrontent pour cette deuxième épreuve, qui se déroule dans le restaurant de la cheffe la plus étoilée au monde avec ses 7 étoiles, Anne-Sophie Pic. Elle leur demande de cuisiner l'un de ses plats signature : les berlingots. Ils disposent de 2 h. Ils sont épaulés par leurs chefs respectifs et la cheffe Pic déambule en cuisine pour les observer quelques instants. L'épreuve se déroule et après dégustation par Anne-Sophie Pic, c'est finalement Guillaume qui l'emporte. Il empoche alors son deuxième pass qui le qualifie pour la demi-finale. Samuel et Florian se retrouvent donc sur la prochaine épreuve.

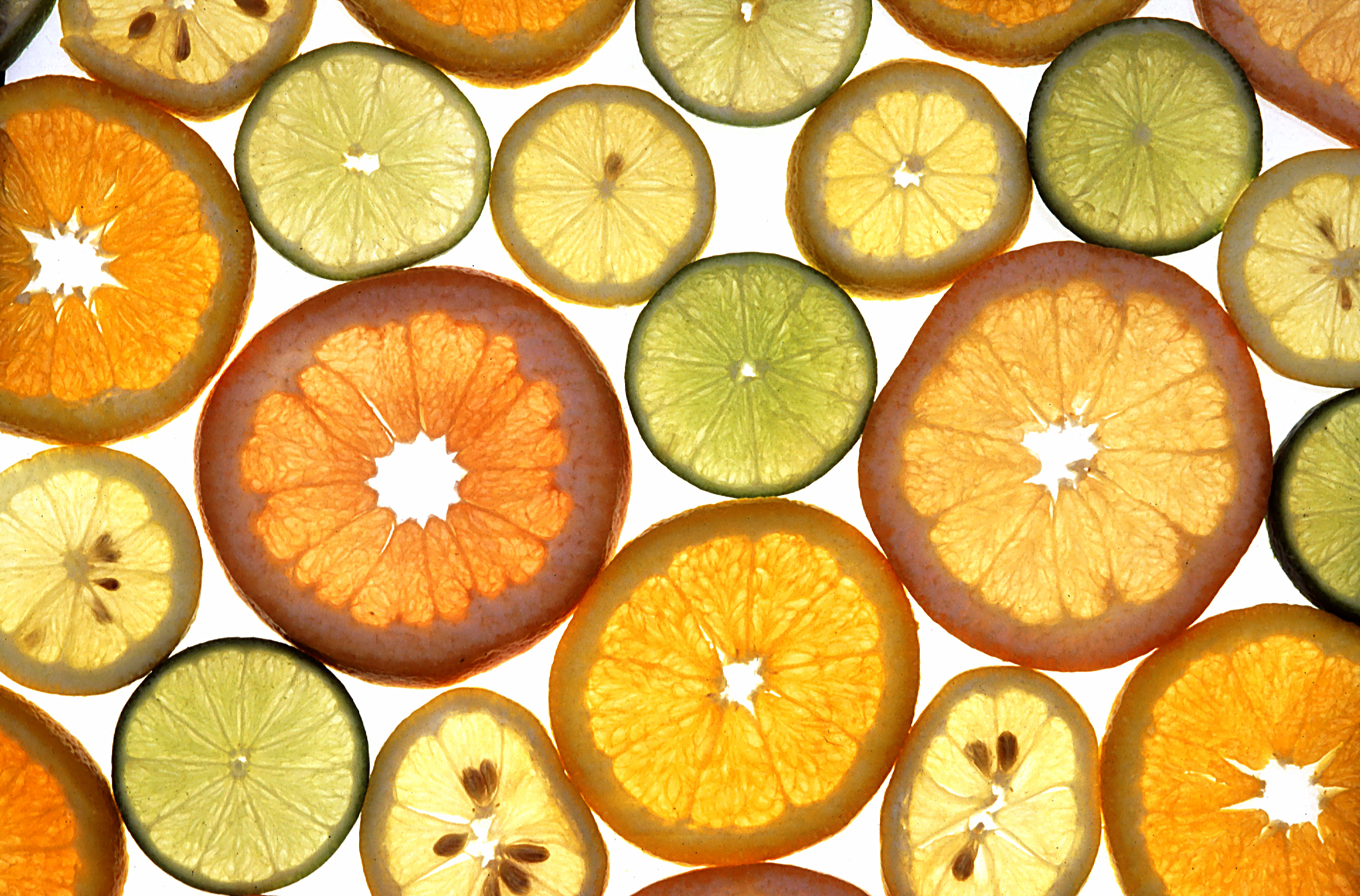
Des tranches d'agrumes, thème choisi par Mauro Colagreco pour la 3e épreuve de ces ¼ de finale.

La troisième épreuve se déroule dans les cuisines de Top Chef. Elle est orchestrée par le chef du troisième meilleur restaurant du monde et triplement étoilé, Mauro Colagreco. Il donne aux candidats 2 h pour réaliser un plat salé à base d'agrumes. Philippe Etchebest et Hélène Darroze sont en cuisine pour épauler leur candidat. L’épreuve se déroule, et après dégustation à l'aveugle par le chef, c'est finalement Samuel qui l'emporte. Il gagne sa place pour la demi-finale symbolisée par l'obtention de son deuxième pass. Par conséquent, en n'ayant remporté aucun pass, Florian est éliminé aux portes de la demi-finale.
À l'issue de l'émission, les demi-finalistes sont donc Alexia, Guillaume et Samuel car ils ont tous obtenu deux pass et Florian est éliminé. Hélène Darroze n'a donc plus de candidats dans sa brigade,. Cependant, selon bon nombre de téléspectateurs, cette élimination était prévisible dès la première partie des quarts de finale. En effet, avec la mécanique des "deux pass" et sachant que les autres candidats avaient tous un pass à l'issue de la première partie et que la deuxième partie comportait trois épreuves, il était mathématiquement impossible que Florian n'emporte ne serait-ce qu'un pass, sans quoi il aurait fallu au moins une épreuve supplémentaire.

### 13eépisode: les candidats imaginent leurs épreuves pour cette demi-finale
Cet épisode est diffusé pour la première fois le mercredi 1er mai 2019.
Le principe de cette demi-finale est le même que la saison dernière, c'est-à-dire que chaque candidat a imaginé une épreuve qu'il impose aux autres. L'objectif est d'être imbattable sur sa propre épreuve. Pour départager les candidats, un système de points est mis en place : si le candidat termine premier de l'épreuve qu'il a imaginé, il ne marque pas de points, mais empêche aussi les autres d'en marquer ; si un ou plusieurs candidats se classent au-dessus de celui qui a imaginé l'épreuve, ils gagnent un point. Pour les juger, Hélène Darroze accompagnée d'un autre chef, dégustent à l'aveugle les plats des candidats. Ils établissent ensuite un classement qui permet d'attribuer les différents points.
La première épreuve se déroule dans les cuisines de Top Chef. Elle est imaginée par Samuel. Il demande à ses adversaires de réaliser un plat de moules-frites en trompe-l'œil sucré, où tout est comestible. Ils disposent pour cela d'1 h 30. Ils sont jugés par Hélène Darroze et Guy Krenzer, chef qui réalise de nombreux trompe-l’œil. Samuel remplace les frites par des mangues, enrobées de beurre de cacao et colorant jaune, les moules et leur coque par des coques en chocolat et des morceaux de kaki, la sauce marinière par une purée de coco et rhum, la mayonnaise par une sauce au rhum coco et colorant jaune et enfin, le persil par de la menthe. Alexia réalise quant'à elle des churros à la place des frites, un biscuit au charbon végétal avec des morceaux de mangue pour les moules et leur coque et enfin une sauce au yaourt citron estragon pour la sauce marinière. Guillaume travaille la mangue enduite de chapelure pour les frites, il réalise la même chose que Samuel pour ses moules en cuisant ses kakis, pour la sauce, il mélange coco, citronnelle, gingembre et coriandre enfin, pour la mayonnaise, il réalise un gel passion, citronnelle et huile de noisette. Après dégustation par les deux chefs, ils établissent finalement le classement suivant (du dernier au premier) : Guillaume, Alexia et Samuel. Ainsi, Samuel est imbattable sur sa propre épreuve et par conséquent les scores sont tous à 0.

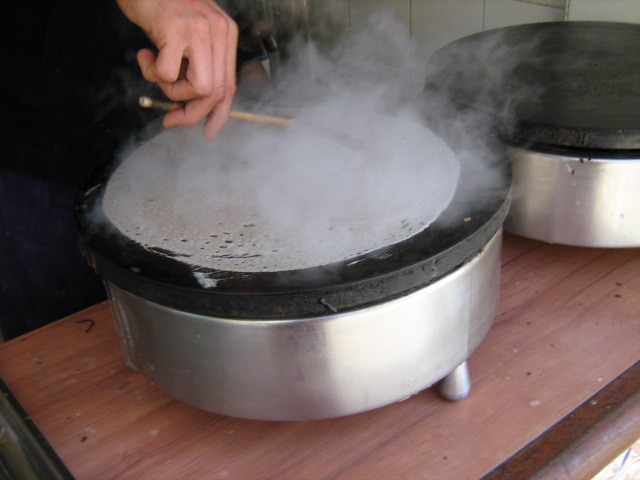
Un bilig, ou crêpière, que les candidats doivent utiliser lors de l'épreuve imposée par Guillaume.

La deuxième épreuve est pensée par Guillaume. Elle se déroule aussi dans les cuisines de Top Chef. Il propose aux autres de réaliser une crêpe bretonne complète classique, c'est-à-dire composée de jambon, œuf et fromage. Il leur impose aussi de tout cuisiner sur la crêpière, sans accès aux poêles. Les candidats disposent d'1 h 30. Ils sont jugés par la cheffe Darroze, mais aussi par Patrick Bertron, chef breton. Guillaume réalise une « galette séchée garnie d'une gelée de comté, œuf confit, mousse au lard, tuile de parmesan-lard-jambon-mimolette », Samuel un « siphon crème au fromage façon sauce mornay, galette jambon façon maki, œuf de caille au plat », et enfin, Alexia travaille un « siphon comté et parmesan, jaune d'œuf mariné dans du vinaigre de cidre, lard confit et tuiles de galette. ». L'épreuve se déroule, et après dégustation à l'aveugle par le tandem de chefs, c'est finalement Guillaume qui l'emporte. Il fige donc les scores pour cette deuxième épreuve, qui restent au même point que précédemment, à savoir 0 pour tous.
La troisième épreuve se déroule encore dans les cuisines de Top Chef. C'est Alexia qui l'a imaginée et elle demande aux concurrents de réaliser un dessert avec seulement trois ingrédients : de la myrtille, du bois et du foin, sans accès au garde-manger et avec seulement un minimum de crèmerie. Ils disposent pour cela de 2 h. Les candidats sont jugés par la cheffe de l'ex-brigade rouge et par Emmanuel Renaut, chef triplement étoilé. Alexia réalise une « meringue, glace au bois, siphon foin et une compotée de myrtilles », Samuel une « panna cotta au foin, coulis de myrtille, myrtilles fraîches, compotée de myrtilles, sorbet au bois et meringues à la myrtille », et Guillaume travaille une « meringue fumée, glace au foin, panna cotta au bois, confit de myrtille, mousse de myrtille et bouillon de bois à la myrtille ». Après dégustation à l'aveugle, Alexia termine dernière de l'épreuve. Battue par les autres, elle leur concède donc 1 point chacun. Ce qui donne donc 1 pour Samuel et Guillaume et 0 pour Alexia. Cependant, ces résultats ne sont pas encore connus des candidats.
Avant de les connaître, les candidats se retrouvent avec leur chefs. Ils reviennent ensemble sur leur aventure, le moment qui les a marqué, etc. Peu après, ils découvrent une cloche. Sous celle-ci, plusieurs possibilités, soit il y a du vert, cela signifie que le candidat est qualifié pour la finale, soit il y a du orange, cela signifie qu'il y a égalité, soit il n'y a rien, cela signifie que le candidat est éliminé. Ainsi, Samuel et Guillaume découvrent du vert, ils sont donc directement qualifiés pour la finale, et Alexia rien, elle est ainsi définitivement éliminée, aux portes de la finale,.

### 14eépisode: une centaine de convives à régaler dans l'Hôtel Royal pour cette finale
Cet épisode est diffusé pour la première fois le mercredi 8 mai 2019.

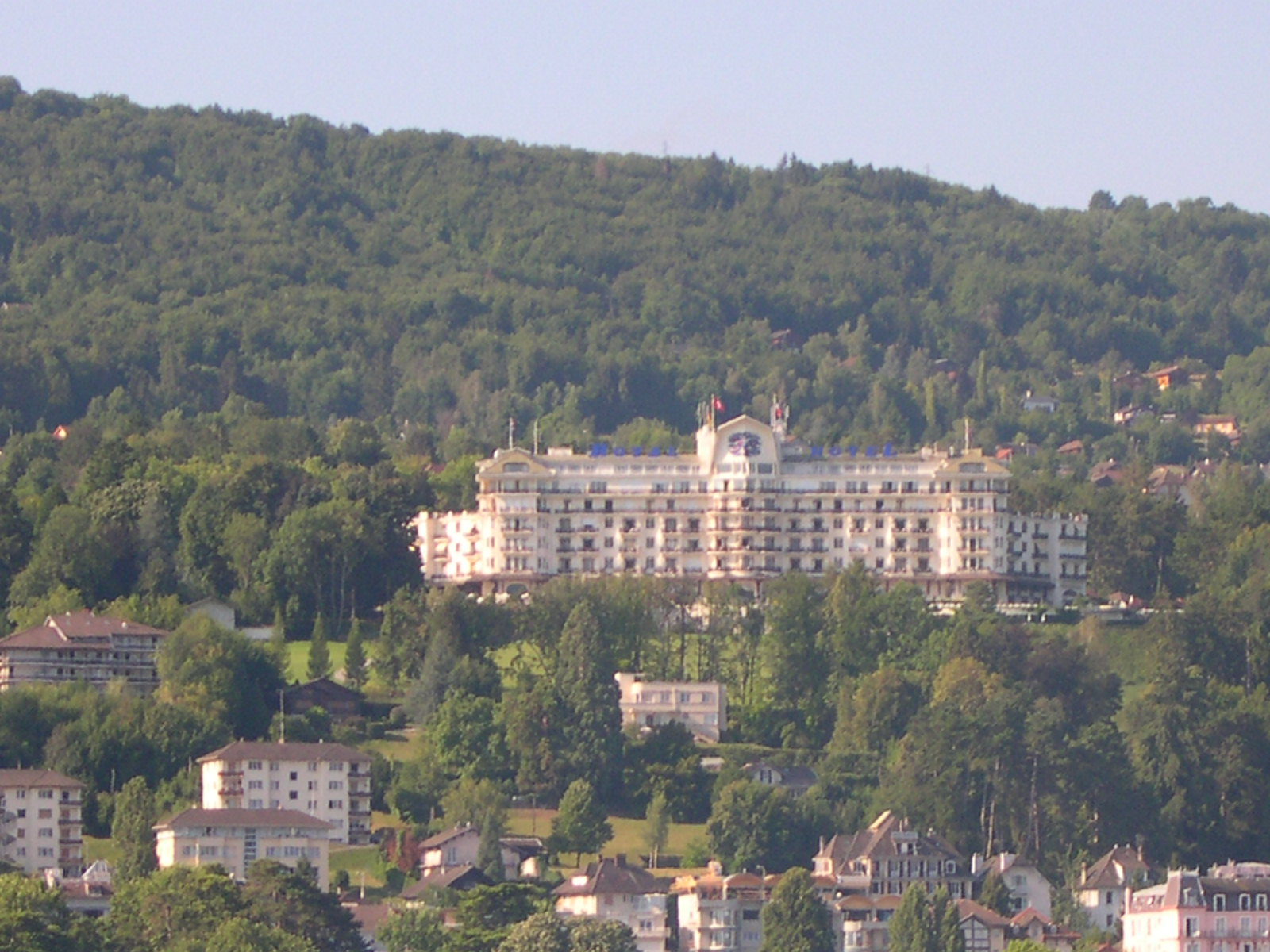
La finale de cette saison, comme les éditions précédentes, se déroule à l'Hôtel Royal d'Évian-les-Bains.

Ce sont Samuel (brigade de Philippe Etchebest) et Guillaume (brigade de Michel Sarran) qui s'affrontent lors de ce « marathon culinaire ». Les deux finalistes ont dix heures pour réaliser, dans les cuisines étoilées de l'Hôtel Royal d'Évian-les-Bains, un menu complet : entrée, plat, dessert pour cent bénévoles de la Croix-Rouge et les quatre chefs de brigade du concours.
Les candidats commencent par composer leurs brigades en choisissant à tour de rôle quatre commis parmi huit anciens candidats du concours. Samuel choisit en premier et sélectionne dans l'ordre Florian, Damien, Merouan et Marie-Victorine en alternance avec Guillaume qui choisit Baptiste, Alexia, Maël et Camille.
Pendant les heures de préparation, les deux candidats reçoivent la visite de leur chef de brigade respectif qui donne des conseils pour réussir leur menu. Philippe Etchebest coache Samuel tandis que Michel Sarran vient conseiller Guillaume.
Le menu de Samuel comprend en entrée des « ravioles de foie gras, noix de Saint-Jacques snackées, noisettes grillées et crème de champignons », en plat un « filet de saumon rôti au miso japonais, mousseline de pomme de terre douce, mandarine et chou braisé » et en dessert « le chocolat et la pomme, inspiration du tableau de René Magritte : le Fils de l'homme, 1964 ».
Guillaume propose en entrée une « araignée en sandwich, crème de brocoli, pâte de citron jaune, jus réduit », en plat un « filet de Saint-pierre cuit en basse température, épinards, pomme de terre et truffe » et en dessert un « sorbet citron vert, mousse pralin et meringue acidulée ».
Après le dîner, les quatre chefs de brigade annoncent ouvertement leur vote aux deux finalistes. Hélène Darroze, Jean-François Piège, Michel Sarran et Philippe Etchebest donnent tous les quatre cinq points à Guillaume et cinq points à Samuel. C'est la première fois en dix saisons que les chefs ne départagent pas les deux candidats en finale.
Environ deux mois après cette dernière, les deux finalistes sont invités chacun de leur côté au Four Seasons Hotel George-V avec leurs proches pour découvrir le résultat du vote et l'identité du vainqueur. La finale est remportée par Samuel Albert qui empoche 53 080 €, proportionnellement au pourcentage des voix obtenues lors du vote (53,08 %). Il est donc le vainqueur de la dixième édition de Top Chef. Il l'emporte face à Guillaume Pape qui a lui obtenu 46,92 % des voix,,.
À l'issue de la finale, Samuel a accordé de nombreuses interviews, notamment à purepeople.com ; à lexpress.fr ; leparisien.fr ; parismatch.com ; huffingtonpost.com et Guillaume en a accordé à purepeople.com ; à 20minutes.fr.

## Audiences et diffusion
En France, l'émission est diffusée les mercredis, du 6 février 2019 au 8 mai 2019. Un épisode dure environ 2 h 20 (publicités incluses), soit une diffusion de 21 h 10 à 23 h 30.
En Belgique, l'émission est diffusée une semaine après la France, les lundis, du 11 février 2019 au 13 mai 2019. L'épisode est le même, donc la durée reste de 2 h 20 (publicités incluses), mais il est diffusé de 20 h 15 à 22 h 25.
| Épisode            | Jour et horaire de diffusion             | Nombre de téléspectateurs | Part de marché (sur les 4 ans et plus) | Classement des audiences | Référence |
| ------------------ | ---------------------------------------- | ------------------------- | -------------------------------------- | ------------------------ | --------- |
| 1                  | Mercredi 6 février 2019 (21:10 - 23:30)  | 3 018 000                 | 15,5 %                                 | 3e                       | [ 78 ]    |
| 1                  | Mercredi 6 février 2019 (23:30 - 00:20)  | 2 070 000                 | 25,7 %                                 | NC                       | [ 79 ]    |
| 2                  | Mercredi 13 février 2019 (21:10 - 23:30) | 2 858 000                 | 15,1 %                                 | 2e                       | [ 80 ]    |
| 3                  | Mercredi 20 février 2019 (21:10 - 23:30) | 2 976 000                 | 15,5 %                                 | 2e                       | [ 81 ]    |
| 4                  | Mercredi 27 février 2019 (21:10 - 23:30) | 2 630 000                 | 14,1 %                                 | 3e                       | [ 82 ]    |
| 5                  | Mercredi 6 mars 2019 (21:10 - 23:30)     | 2 614 000                 | 13,7 %                                 | 3e                       | [ 83 ]    |
| 6                  | Mercredi 13 mars 2019 (21:10 - 23:30)    | 2 546 000                 | 13,1 %                                 | 3e                       | [ 84 ]    |
| 7                  | Mercredi 20 mars 2019 (21:10 - 23:30)    | 2 384 000                 | 12,3 %                                 | 4e                       | [ 85 ]    |
| 8                  | Mercredi 27 mars 2019 (21:10 - 23:30)    | 2 299 000                 | 12,5 %                                 | 3e                       | [ 86 ]    |
| 9                  | Mercredi 3 avril 2019 (21:10 - 23:30)    | 2 649 000                 | 13,7 %                                 | 4e                       | [ 87 ]    |
| 10                 | Mercredi 10 avril 2019 (21:10 - 23:30)   | 2 477 000                 | 13 %                                   | 3e                       | [ 88 ]    |
| 11                 | Mercredi 17 avril 2019 (21:10 - 23:30)   | 2 570 000                 | 13,1 %                                 | 3e                       | [ 89 ]    |
| 12                 | Mercredi 24 avril 2019 (21:10 - 23:30)   | 2 475 000                 | 12,9 %                                 | 3e                       | [ 90 ]    |
| 13                 | Mercredi 1er mai 2019 (21:10 - 23:30)    | 2 336 000                 | 12,3 %                                 | 3e                       | [ 91 ]    |
| 14 (finale)        | Mercredi 8 mai 2019 (21:10 - 23:30)      | 2 826 000                 | 14,2 %                                 | 3e                       | [ 92 ]    |
|                    |                                          |                           |                                        |                          |           |
| Bilan de la saison | Bilan de la saison                       | 2 620 000                 | 13,6 %                                 | –                        | [ 93 ]    |

| Épisode            | Jour et horaire de diffusion          | Nombre de téléspectateurs | Part de marché (sur les 4 ans et plus) | Référence |
| ------------------ | ------------------------------------- | ------------------------- | -------------------------------------- | --------- |
| 1                  | Lundi 11 février 2019 (20:15 - 22:35) | 595 789                   | 34,4 %                                 | [ 94 ]    |
| 1                  | Lundi 11 février 2019 (22:35 - 23:30) | 443 940                   | 40,2 %                                 | [ 94 ]    |
| 2                  | Lundi 18 février 2019 (20:15 - 22:35) | 620 129                   | 34,6 %                                 | [ 94 ]    |
| 3                  | Lundi 25 février 2019 (20:15 - 22:35) | 528 838                   | 31 %                                   | [ 94 ]    |
| 4                  | Lundi 4 mars 2019 (20:15 - 22:35)     | 576 341                   | 31,4 %                                 | [ 94 ]    |
| 5                  | Lundi 11 mars 2019 (20:15 - 22:35)    | 542 192                   | 30,2 %                                 | [ 94 ]    |
| 6                  | Lundi 18 mars 2019 (20:15 - 22:35)    | 636 769                   | 34,6 %                                 | [ 94 ]    |
| 7                  | Lundi 25 mars 2019 (20:15 - 22:35)    | 545 772                   | 32,3 %                                 | [ 94 ]    |
| 8                  | Lundi 1er avril 2019 (20:15 - 22:35)  | 508 775                   | 30,06 %                                | [ 94 ]    |
| 9                  | Lundi 8 avril 2019 (20:15 - 22:35)    | 556 398                   | 32,8 %                                 | [ 94 ]    |
| 10                 | Lundi 15 avril 2019 (20:15 - 22:35)   | 465 475                   | 26,1 %                                 | [ 94 ]    |
| 11                 | Lundi 22 avril 2019 (20:15 - 22:35)   | 458 572                   | 29,8 %                                 | [ 94 ]    |
| 12                 | Lundi 29 avril 2019 (20:15 - 22:35)   | 542 013                   | 32,2 %                                 | [ 94 ]    |
| 13                 | Lundi 6 mai 2019 (20:15 - 22:35)      | 514 244                   | 31,5 %                                 | [ 94 ]    |
| 14 (finale)        | Lundi 13 mai 2019 (20:15 - 22:35)     | 482 796                   | 28,6 %                                 | [ 94 ]    |
|                    |                                       |                           |                                        |           |
| Bilan de la saison | Bilan de la saison                    | 541 007                   | 31,40 %                                | [ n° 4 ]  |

Légende :
- Plus hauts scores d'audiences
- Plus bas scores d'audiences

## Critiques et révélations post-diffusion
Plusieurs candidats critiquent l'émission après sa diffusion.
En effet, après la première émission, Sébastien condamne le montage de l'émission et l'attitude de la production et de certains candidats dans un post via son compte Instagram. Il y déclare notamment que : « le montage réalisé par la production ne correspond pas du tout à ce que je suis dans la réalité », en disant que : « l'image qu'on a donnée de moi dans cette émission par le montage me dérange énormément et je tenais à le faire savoir. ». Il ajoute aussi que : « Je suis à l’aise lors des tournages et sûr de moi, c’est vrai, car je suis très ordonné et contrairement à ce qu’on veut faire croire, on reçoit des indices avant les épreuves. Trouvez-vous normal de voir tout le monde courir dans une cuisine ? Pensez-vous que c’est cela la réalité ? Moi pas mais pour la production cela fait partie du 'show télévisé' ». Le candidat dénonce donc le montage qu'il trouve trompeur, mais aussi le comportement de la production, qui donnerait des indices à certains candidats. Ni la chaîne, ni la production n'a répondu à ces accusations,,.
Ibrahim dénonce lui aussi le montage et l'attitude de la production après la diffusion de la troisième émission dans l'interview que lui accorde TV Magazine. Surtout les scènes de la deuxième épreuve, où on le voit s'en prendre verbalement à Alexia, sa coéquipière pour l'épreuve, qui ont, selon lui, précipité son élimination. Il déclare qu'il « n’arrive toujours pas à croire Hélène Darroze (Sa cheffe de brigade l'ayant sermonné à l'issue de l'épreuve, N.D.R.). Surtout qu’en off, elle m’a dit qu’elle n’avait pas assisté à l’épreuve de Pierre Gagnaire, comme c’était prévu, à travers un écran de télévision. ». Cependant, la chaîne a répondu à ces accusations le lendemain dans Télé Star. Elle déclare que : « Les chefs qui n'étaient pas sur le lieu du tournage - comme cela arrive parfois parce que seul Pierre Gagnaire jugeait l'épreuve - mais qui ont visionné tous les rushes du programme dans la foulée (sans montage donc) ont eux aussi été témoins de ces scènes. ». Ibrahim dénonce donc un montage « malhonnête », en disant aussi que « je me rends compte aujourd’hui qu’avec un bon montage, on peut facilement démonter quelqu’un ». Ce à quoi M6 répond : « Nous pouvons comprendre sa déception d'avoir été éliminé, mais il nous est difficile d'accepter une mise en cause du montage alors même que tous les propos d'Ibrahim vis-à-vis d'Alexia, montrés dans l'épisode d'hier, ont existé. », ajoutant que « les candidats présents sur le tournage ont eux-mêmes été témoins de ces scènes ». Outre le montage de l'émission, Ibrahim critique aussi le fait que la production « avantage » certains candidats et disant qu'il est « très déçu par la production qui met en lumière les défauts de certains candidats pour en privilégier d’autres. », ajoutant que « Florian et Alexia (Les deux autres candidats de la brigade rouge, N.D.R.) sont pas mal avantagés. Toutes les critiques que Frédéric Anton (Épreuve de la deuxième semaine, N.D.R.) a pu leur faire ont été coupées au montage. ». La chaîne réponde que : « Pour rappel, Ibrahim était le 'chouchou' des internautes sur les réseaux sociaux sur les deux premières émissions diffusées. On ne peut donc incriminer la production d'avoir voulu ternir son image », supposant que le candidat a « voulu se protéger préalablement, sachant la façon dont il s'était comporté durant cette épreuve », rappelant que « l'interview qu'Ibrahim a donnée à TV Mag a été faite avant même que l'émission ne soit diffusée. »,,.
Selon Baptiste et Alexia, le montage du sixième épisode a occulté les conditions réelles de déroulement de l'épreuve de la dernière chance à laquelle ils participaient. En effet, le montage laisse imaginer qu'Alexia se blesse en tranchant des concombres avec une mandoline et que l'épreuve reprend après intervention sur place des pompiers. Il faut cependant attendre le lendemain de la diffusion, et l’interview de Baptiste accordée à TV Magazine, pour apprendre que l'épreuve a été reportée au lendemain : « il restait 15 ou 20 minutes d’épreuve. La dernière chance a donc été annulée. [...] La production est ensuite venue me voir pour savoir si j’acceptais de refaire l’épreuve le lendemain et j’ai dit oui. On a donc recommencé à zéro le lendemain. ». Information non donnée lors de la diffusion de l'épisode,. De plus, dans une interview d'Alexia publiée le 22 avril 2019 par le magazine belge Soirmag, on apprend que la candidate ne s'est pas coupée avec la mandoline mais en manipulant des couteaux. En effet, elle explique : « contrairement à ce qui a été dit dans le montage, je ne me suis pas coupée avec une mandoline. [...] J’avais ouvert la mallette avec les couteaux et l’un d’eux était à mon avis mal rangé : les couteaux sont tellement bien aiguisés qu’il m’a à peine fallu toucher la lame de l’un d’entre eux pour me blesser. Le couteau a quasiment tranché tout le bout de mon doigt. ». Elle déclare aussi que « je me suis coupé le doigt vers 19 h et j’ai été amenée aux urgences de l’hôpital. J’avais 5 points de suture. [...] Du coup, cette épreuve s’est tournée à 5 heures du matin et, deux heures plus tard, on enregistrait l’épisode suivant [...]. ». Là encore rien de tout cela n'a été dit lors de la diffusion.